# علاقات العراق الخارجية

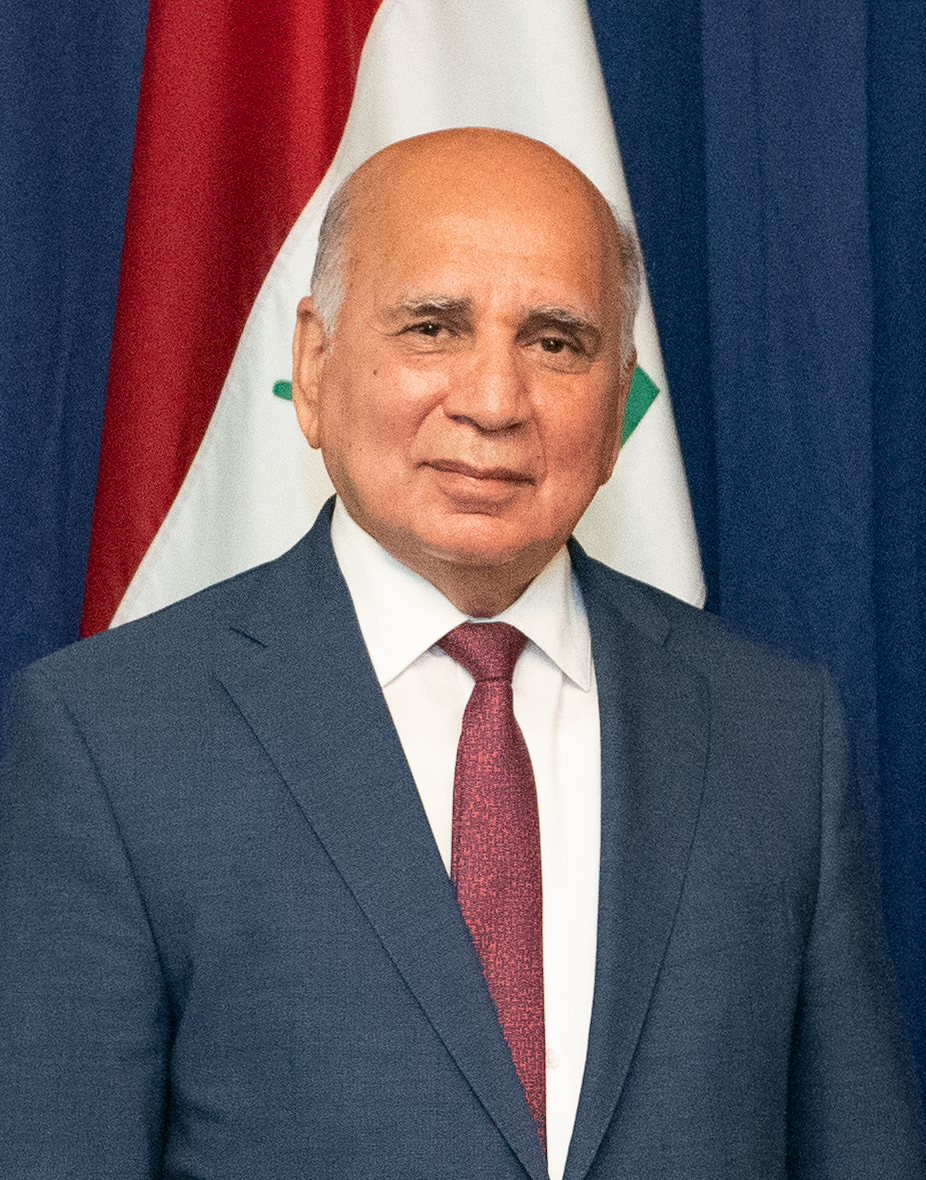
فؤاد حسين وزير الخارجية لجمهورية العراق.

علاقات العراق الخارجية تجمع بين جميع العلاقات الدبلوماسية التي تمت الحفاظ عليها من قبل جمهورية العراق منذ استقلالها عن الدولة العثمانية المعلن عام 1921. كانت العراق مستعمرة بريطانية تحت ولاية عصبة الأمم بين عامي 1921 و1932، قبل أن تحصل على استقلالها الفعلي مع ثورة 14 تموز عام 1958، التي أطاحت بالعائلة الملكية الَّتي كانت دمية للغرب وأسست الجمهورية.
يعد العراق عضو في الأمم المتحدة وجامعة الدول العربية (وهو عضو مؤسس فيها) منذ عام 1945، وكذلك عضو مؤسس في منظمة الدول المصدرة للنفط (أوبك) منذ عام 1960،و انضم العراق إلى منظمة التعاون الإسلامي في 1976. على الرغم من تعرضه لحصار اقتصادي دولي بين عامي 1990 و2003 لأسباب تتعلق بغزو صدام حسين للكويت، يستقطب العراق ملايين الزوار كل عام، معظمهم من الإيرانيين، بسبب وجود الأماكن المقدسة الإسلامية على أراضيه، مثل مرقد الامام علي في النجف ومدينة كربلاء.
وزير الخارجية العراق فؤاد حسين، الَّذي تولى منصبه منذ يونيو 2020. ويحمل هذا المنصب أهمية استراتيجية للعراق، إذ يعتمد بشكل كبير على علاقاته الخارجية لاقتصاده وأمنه، خاصة في أعقاب الحرب. الحرب الأهلية العنيفة بشكل خاص بين عامي 2014 و2017.
ويعد العراق أيضًا ساحة معركة للعديد من القوى الأجنبية التي تسعى إلى توسيع نفوذها في الشرق الأوسط، وفي المقام الأول إيران والولايات المتحدة وتركيا وبدرجة أقل المملكة العربية السعودية وعلى عكس سوريا، تتجنب عمومًا المواجهات على العراق. وجدير بالملاحظة أن الجنرال الإيراني قاسم سليماني وأبو مهدي المهندس قُتلوا بضربة جوية أمريكية في بغداد عام 2020.

## العلاقات مع دول الشرق الأوسط

### العلاقات مع ايران

#### العلاقات ما قبل الثورة الاسلامية 1979
تعتبر العلاقات العراقية الإيرانية أحد أقدم العلاقات بين حضارتين متجاورتين، في العصر البابلي، كانت إيران خاضعة للإمبراطوريات الَّتي في العراق وبابل أولاً، تركت الديانات الَّتي سبقت الإسلام وتحديداً الزرادشتية بصمتها في المنطقة مما تسبب اتساع الإمبراطورية الأخمينية في عام 539 ق م الى احتلال بابل. وبعد بضع سنوات من الهجرة، استسلمت هذه الأراضي، العراقية أولاً، ثم الإيرانية، أمام الفتوحات الإسلامية قبل أن تدخل تحت ولاية الدولة العباسية التي تضمنت بلاد فارس وشبه الجزيرة العربية والمغرب، مع بغداد كعاصمة. تم رسم الحدود بين إيران والعراق في بداية القرن السادس عشر مع ظهور الدولة الصفوية على أراضي إيران، بينما تم دمج العراق في الدولة العثمانية.
بعد الحرب العالمية الأولى، حيث انفصل العراق عن الدولة العثمانية وأصبح مستعمرة بريطانية، شعرت إيران بالتهديد من كيان هذه الدولة الجديدة، حيث كانت الدولة الوحيدة التي امتنعت عن الاعتراف بها حتى عام 1929. ابتداءً من الثلاثينيات، أصبحت البلدين في النهاية حلفاء، حيث كانت كلتاهما تحكمهما ملكيات موالية لبريطانيا و الغرب، ووقعوا في عام 1955 على حلف بغداد (انسحبت العراق منه في عام 1959 عقب ثورة 14 تموز). في بداية السبعينات وبعد سيطرة حزب البعث على العراق، تصادمت الدولتان خلال ثورة ظفار (1964-1976) في سلطنة عمان. حيث تدخلت إيران بشكل كبير إلى جانب السلطان العماني قابوس بن سعيد، اعتبارًا من عام 1973، بينما دعم نظام البعث العراقي الثوار الماركسيين.

صدام حسين مع شاه إيران محمد رضا بهلوي في مارس 1975 أثناء توقيع اتفاقية الجزائر لحل مسألة الحدود بين البلدين.

الحدود الحالية بين العراق وإيران كدول مستقلة تبلغ 1,458 كيلومترًا وتمت الموافقة عليها من خلال اتفاقية الجزائر الموقع في عام 1975. كان هدف هذه الإتفاقية لإقناع إيران بوقف دعمها للانفصاليين الأكراد الموجودين في العراق بقيادة مصطفى بارزاني، مقابل اعتراف العراق بالحدود على طول شط العرب (الملائمة لإيران). بعد حرمان الأكراد العراقيين من الدعم الإيراني، ألقوا أسلحتهم ووافقوا على اتفاق سلام تم اقتراحه من قبل الحكومة، ولكن بعدها تم إسقاط نظام الشاه في إيران بعد الثوره الإسلامية في إيران تم إلغاء هذه الاتفاقية من قبل صدام حسين والذي اشعل حرب الخليج الأولى.

#### حرب الخليج الاولى (1980-1988)
عندما أعلن صدام حسين الحرب على إيران كان لديه ثلاث أهداف رئيسية
- تحرير شط العرب كاملاً الَّذي كان قد تعين عليه مشاركته مع إيران في عام 1975.
- منع الخميني من تصديره الثوره الإسلامية في العراق والدول العربية
- الاستيلاء على محافظة خوزستان والأهواز الغنية بالنفط، والمعروفة لدى القوميين والانفصاليين العرب باسم عربستان.[9]

ابتداءً من عام 1982، وبعد فشل هجومها، حاولت الحكومة العراقية إنهاء الصراع. ومع ذلك، لم يتم قبول وقف إطلاق النار من إيران  إلا بعد ست سنوات من قبل إيران تحت ضغط عسكري من الولايات المتحدة التي كانت أسطولها حاضرًا بشكل كبير في الخليج. انتهت الحرب بالتالي في عام 1988 بوقف اطلاق النار و بخسارات شبه متساوية لكلا الجانبين، ونتج توازن في الأوضاع الإقليمية في المنطقة، ولكن الاقتصاد العراقي وصل إلى حالة خراب، مع دين خارجي يتجاوز 70 مليار دولار (نصفها مديونية لدول الخليج لدعمها المادي للحرب)، وتكلفة إعادة الإعمار تقدر بنحو 60 مليار دولار. في الوقت نفسه، فقد قدمت الفرصة لإيران لتأسيسها تأثير على جزء من المجتمع العراقي من خلال استضافة وتدريب وتجنيد المعارضين، مثل الانفصاليين الأكراد والمجلس الأعلى للثورة الإسلامية في العراق وفرعها المسلح، ومنظمة بدر التي نشأ منها اليوم عدد كبير من كبار المسؤولين في العراق.
استمرت إيران باستضافتها على أراضيها العديد من الهيئات الشيعية العراقية المعادية لصدام حسين و استضاف صدام حسين حركة مجاهدي خلق المعادية للنظام الإيراني. حتى إسقاط صدام حسين في عام 2003، ظلت الحدود بين إيران والعراق مغلقة رسميًا، على الرغم من أنه ابتداءً من عام 1991، زادت عمليات التهريب مع إيران نتيجة للحصار الذي فرضته الأمم المتحدة على العراق، مما أدى إلى إقامة تبادل تجاري قوي بين الدولتين على الرغم من استمرارهما رسميًا كأعداء.
في عام 2003، أتاحت حرب العراق التي أدت إلى سقوط صدام حسين للجارين أن يقتربوا من بعضهما ويشكلوا علاقات اقتصادية وسياسية وتجارية قوية رسمياً.

#### العلاقات السياسية والاقتصادية ما بعد 2003
بعد عام 2003، ساهمت الإنتاجية الضعيفة للعراق الذي دمرتها الحرب في 2003 إلى توفير وسيلة تجارية غير متوقعة لإيران، خاصةً مع ضغوط العقوبات الاقتصادية الأمريكية التي أشتدت في عام 1995 لإيران. وهكذا، بين عامي 2006 و2016، ارتفعت قيمة التجارة السنوية بين إيران والعراق من 1.6 مليار إلى 18 مليار دولار، مع فائض تجاري كبير يخدم إيران ويحول العراق إلى "الرئة الاقتصادية" لإيران. يصدر العراق إلى إيران التمور والجلود والكبريت، بينما يستورد من إيران السيارات والمعدات الطبية والخضروات ومواد البناء. بالإضافة إلى ذلك، يستورد العراق الوقود والغاز والكهرباء من إيران، ممثلة ثلث استهلاك العراق تقريباً.

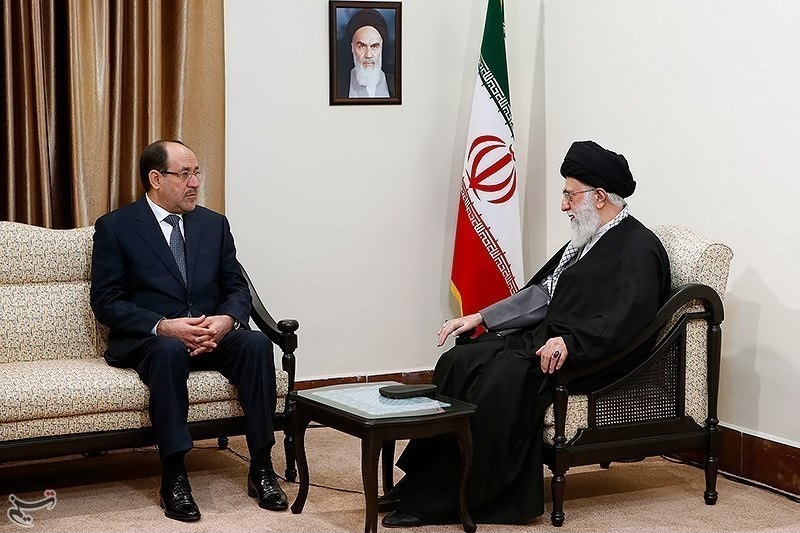
لقاء بين رئيس وزراء العراق نوري المالكي والمرشد الأعلى الإيراني علي خامنئي في طهران عام 2013.

في الوقت ذاته، بعد إسقاط صدام حسين في عام 2003، توالت الحكومات ذات السيطرة الشيعية والمؤيدة لإيران في بغداد، مما يخلق الظروف الملائمة لتحسين العلاقات السياسية بين البلدين. وتم توثيق تحسن العلاقات رسمياً في مارس 2008 مع زيارة الرئيس الإيراني محمود أحمدي نجاد إلى العراق. من بين ستة رؤساء وزراء عراقيين تم تعيينهم بين عامي 2003 إلى 2020، قضى ثلاثة معظم فترة الثمانينيات في إيران اثناء الحرب بين العراق و إيران، بما في ذلك نوري المالكي الذي شغل هذا المنصب لثمانية أعوام من عام 2006 إلى 2014. وكانت سياسته المؤيدة لإيران وموقفه الغير محبب تجاه المسلمين السنة وكذلك صعود تنظيم الدولة الإسلامية في سوريا والعراق ادت هذه الإسباب لاندلاع الحرب الأهلية العراقية في عام 2014
في عام 2011، أتاح اتفاق انسحاب القوات الأمريكية من العراق لطهران الوصول إلى المؤسسات العراقية، بما في ذلك خدمات الاستخبارات التي كانت تعاونت سابقًا مع الأمريكيين. أقامت إيران في ذلك الوقت ثمانية عشر مكتبًا واستأجرت 5700 وحدة سكنية في العراق لتسهيل عمل وكلاء المخابرات الإيرانية.

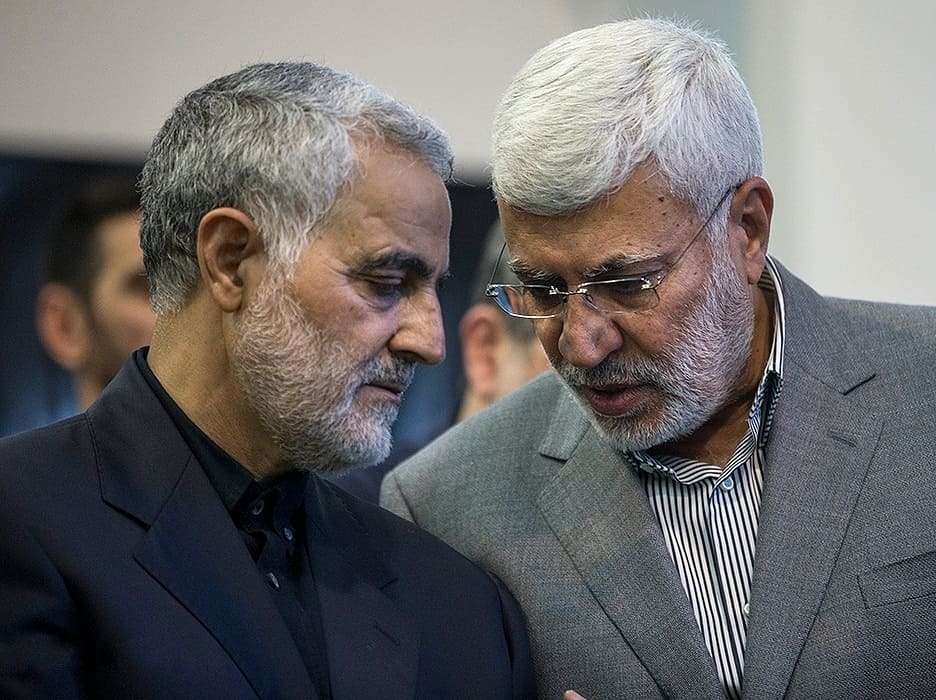
قائد قوات الحشد الشعبي العراقي أبو مهدي المهندس على اليمين مع قائد الحرس الثوري الإيراني قاسم سليماني على اليسار.

في عام 2014، مع تفاقم الاضطرابات السياسية والاقتصادية في العراق مع الحرب الأهلية العراقية، تكفلت إيران بتزويد العراق بالمواد والأسلحة وشاركت في إعادة إعمار المدن التي تضررت جراء الحرب. كما استفادت القوات الإيرانية الخاصة المعروفة باسم فيلق القدس من هذه الحرب الأهلية لتعزيز تأثيرها. دعمت إيران الميليشيات الشيعية الموالية لها و الجيش العراقي و الحشد الشعبي ضد تنظيم الدولة الإسلامية.استمر الدعم حتى فوز الحكومة العراقية على تنظيم الدولة الإسلامية في ديسمبر 2017. الجنرال الإيراني قاسم سليماني، قائد قوات فيلق القدس، قاد شخصيًا هجمات في عدة معارك رئيسية في النزاع، بما في ذلك حصار آمرلي (2014)، ومعركة تكريت (2015)، ومعركة بيجي (2014-2015)، ومعركة الفلوجة (2016). ادت هذه الأحداث إلى زيادة التقارب الإيراني العراقي بسبب دعم إيران الحرب ضد تنظيم الدولة الاسلامية (داعش) مع غياب أو دعم ضعيف للحرب ضد تنظيم الدولة الإسلامية (داعش) من قبل الدول العربية ووجود تهم ضد السعودية وقطر لدعمها لتنظيم الدولة الإسلامية (داعش).
في نهاية الحرب الأهلية العراقية في ديسمبر 2017، تواجه الحكومة العراقية، مرة أخرى، تحدي إعادة بناء البلاد واقتصادها، وتزيد تبعًا لذلك تبعًا للتبادل الاقتصادي مع إيران التي تتسارع فيها الاتفاقيات التجارية وتأثير مستمر من إيران على الحكومة العراقية ووجود ميليشيات شيعية موالية لها ودعم ايران المستمر لهذه الميليشيات من خلال الاسلحة. في 11 مارس 2019، بعد عام من نهاية الحرب ، يقوم الرئيس الإيراني حسن روحاني بزيارة إلى بغداد لمدة ثلاثة أيام، خلالها تُبرم اتفاقيات بين إيران والعراق في مجالات متعددة: النفط، التجارة، الصحة، التعليم، ووسائل النقل. بالإضافة إلى ذلك، تتضمن هذه الاتفاقيات خططًا للبناء المشترك لمدن صناعية على الحدود للإنتاج المشترك، وكذلك نقل مباشر للبضائع. .
كان التأثير المستمر الإيراني على الحكومة العراقية و العراق احد اسباب الغضب شعبي و المظاهرات في العراق المتمثلة بتظاهرات تشرين العراقية ادت إلى حرق مجموعة من القنصليات الإيرانيات في كربلاء والنجف والبصرة وحرق العلم الإيراني في بغداد والتي أدّت إلى إعلان رئيس الوزراء العراقي نيته تقديم استقالته. وفي 30 تشرين الثاني قدّم عادل عبد المهدي استقالته من رئاسة مجلس الوزراء استجابة لطلب المرجع الديني علي السيستاني حصل هدوء في التظاهرات العراقية بعد وباء فيروس كورونا و إستقالة عادل عبد المهدي.
في 3 كانون الثاني 2020، وفي ظل تصاعد التوترات بين الولايات المتحدة و‍إيران، شنت الولايات المتحدة غارة بطائرة مسيرة بدون طيار على قافلة كانت تسير بالقرب من مطار بغداد الدولي وأُطلق على هذه العملية اسم عملية البرق الأزرق، وأسفرت عن مقتل اللواء في الحرس الثوري وقائد فيلق القدس قاسم سليماني، كما قتل تسعة أشخاص آخرين وكان من بينهم نائب قائد قوات الحشد الشعبي العراقي أبو مهدي المهندس. أدان رئيس الوزراء العراقي عادل عبد المهدي الهجوم، واصفا إياه بأنه عملية اغتيال سياسية. وقال إن الهجمات الأمريكية كانت عملا عدوانيا وانتهاك صارخ لسيادة وأمن واستقرار العراق، والتي من شأنها أن تؤدي إلى الحرب في البلاد. وأضاف أن الضربة خرق فاضح لشروط تواجد القوات الأمريكية في العراق يستلزم قرارات تشريعية بما يحفظ كرامة العراق وامنه وسيادته
في فبراير 2021، يلتقي وزيرا الخارجية للبلدين، محمد جواد ظريف وفؤاد حسين، في طهران بحضور حسن روحاني وأمين المجلس الأعلى الإيراني للأمن الوطني علي شمخاني. يطلب الممثلون الإيرانيون من نظرائهم العراقيين طرد القوات الأمريكية من أراضيهم، مصفين وجودهم بأنه "ضار"، عامًا بعد هجوم بغارة بطائرة مسيرة بدون طيار على الجنرال الإيراني قاسم سليماني وقائد الحشد الشعبي أبو مهدي المهندس. ويشكر محمد جواد ظريف القضاء العراقي على إصدار مذكرة اعتقال ضد دونالد ترامب في 7 يناير 2021، في سياق التحقيق في قتل أبو مهدي المهندس. وفي سياق في امكانية أن يتم فيه استئناف الحوار بين واشنطن وطهران بعد انتخاب جو بايدن لرئاسة الولايات المتحدة في نوفمبر 2020، يتناول المسؤولون أيضًا تعزيز الروابط الاقتصادية، بما في ذلك الاتفاقيات بشأن الأسواق الحدودية، والتجارة، ونقل البضائع، والديون، والقضايا المصرفية.

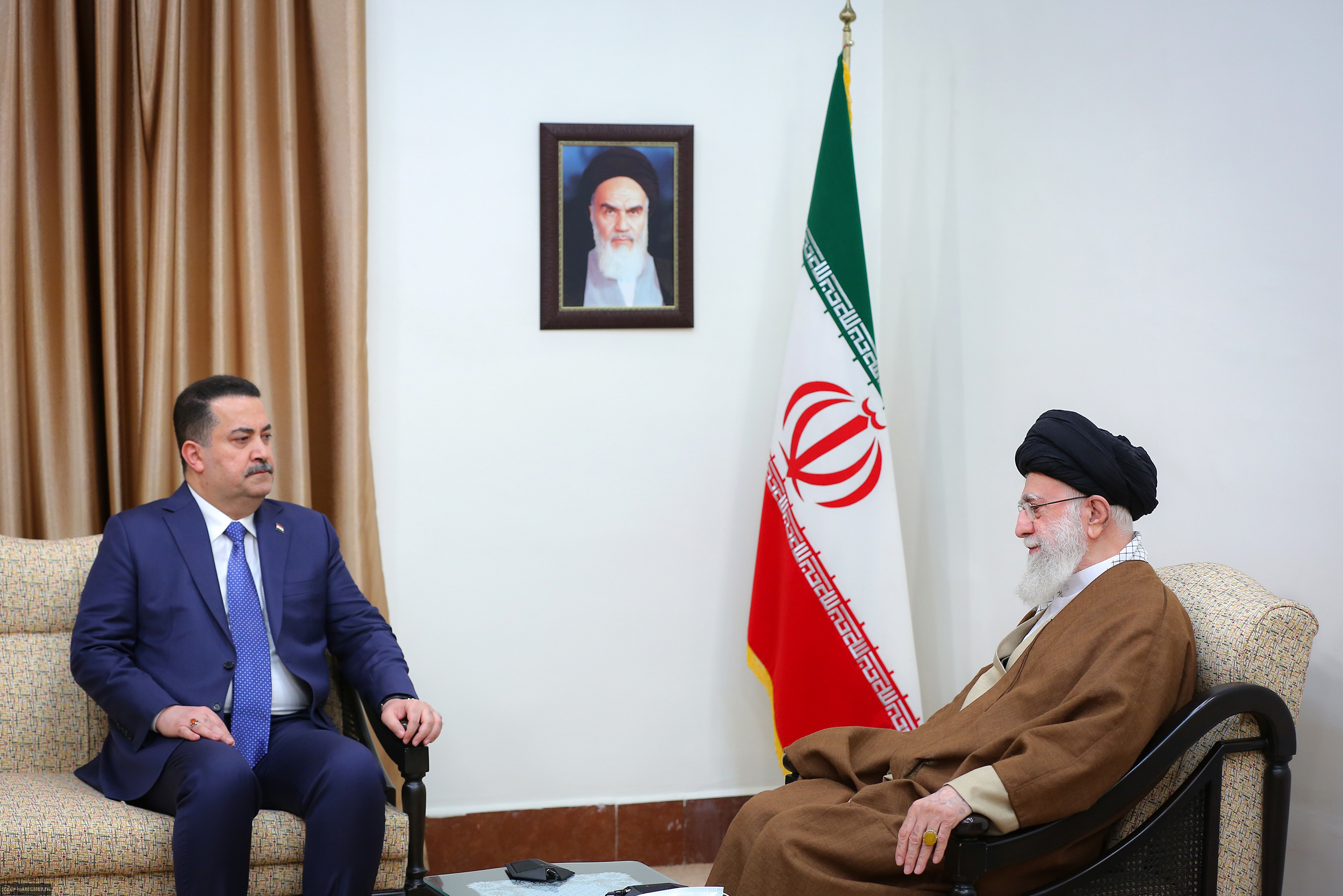
لقاء بين رئيس وزراء العراق محمد شياع السوداني و المرشد الأعلى في إيران علي خامنئي.

في نوفمبر 2022، يقوم رئيس الوزراء العراقي محمد شياع السوداني بزيارة إلى طهران بعد شهر من توليه المنصب لتعزيز التعاون الثنائي في جميع المجالات. يُستقبل بحفاوة في طهران من قبل الرئيس الإيراني إبراهيم رئيسي وآية الله علي خامنئي، الذي لم يستقبل سلفه مصطفى الكاظمي، لانهُ اعُتبر مقربًا من واشنطن والرياض والتي تعتبرهم إيران أعداء حينها، خلال زيارتيه الاثنتين إلى طهران. يُوقع عقد بقيمة 4 مليارات دولار خلال هذه الزيارة لتمكين طهران من تصدير خدمات فنية وهندسية إلى العراق، في حين تعلن وزارة النفط الإيرانية عن افتتاح مكتب تمثيلي في بغداد.وقد يُرى من طهران انها تميل بشكل إيجابي أكثر نحو هذا رئيس الوزراء من سابقه، مما قد يترجم إلى مزيد من التفاعل الاقتصادي.

##### الحدود بين علاقات البلدين الحاليّة
على الرغم من هذه العلاقات الإيجابية بين إيران والعراق، يجب التعامل مع قرب هذين البلدين بحذر وتوخي لعدة أسباب:
- الاتفاقات بين حكومتيهما لا تعكس تلك بين شعبيهما، حيث تظل حرب الخليج الأولى حاضرة في ذاكرة السكان على الرغم من تغير السياق منذ إطاحة صدام حسين. علاوة على ذلك، يُعتبر تأثير إيران السياسي والاقتصادي أمرًا غير مرغوب فيه بشدة بالنسبة لغالبية السكان العراقيين.[37][38] ،والذي تصاعد غضبه أثناء مظاهرات تشرين في العراق والتي أدت حرق القنصلية الإيرانية في كربلاء[39] وحرق القنصلية الإيرانية في النجف[40] رغم أنهما تعتبران من المحافظات الشيعية البارزة في العراق، عبّر المحتجون عن استيائهم من قادة العراق عن طريق تسمية "ذيول إيران" لهؤلاء القادة.
- العراق هو بلد ذو أغلبية عربية على عكس إيران، وهي بلد ذو تاريخ وثقافة فارسية، وتتجلى ذلك بشكل خاص في لغتها الفارسية
- يتنافس البلدين على الساحة الدولية كمنتجين ومصدرين للنفط[41] (ولكن ليس بالضرورة بالنسبة للغاز، حيث تعتبر إيران ابرز الموردين للعراق[42][43]).
- الشيعة العراقيين يتنافسون مع الشيعة الإيرانيين، وعلى الرغم من وجود مصالح مشتركة، إلا أن المرجع الديني الأعلى للشيعة العراقي، السيد علي السيستاني، لا يتبع تمامًا مواقف علي خامنئي الإيراني، على الرغم من أنه ذو أصل إيراني.[44][45][46][47] وأيضا الشيعي العراقي مقتدى الصدر، الذي يحظى بشعبية كبيرة في العراق يُعتَبَر مناهض ضد التأثيرات والنفوذ الأجنبية، خاصةً الأمريكية أو الإيرانية.[48][49][50]
- تحتفظ إيران بتحفظات مع إقليم كردستان العراق والأحزاب الانفصالية الكردية (خاصة مع حزب "الاتحاد الوطني الكردستاني")[51]، الذي أعرب في العديد من المرات عن رغبته في الانفصال عن العراق. من جهة أخرى، يُستخدم إقليم كردستان كملاذ لمجموعات المعارضة الإيرانية مثل: حزب الحياة الحرة الكردستاني (PJAK) والذي يعتبر الذراع الإيرانية لحزب العمال الكردستاني، ومقاتلي الحزب الديمقراطي الكردستاني في إيران، وحزب كومالا الشيوعي الإيراني.[52]
- في سبتمبر 2022، قام الحرس الثوري الإيراني،احد افرع الجيش الايراني البارزة، بقصف شمال العراق تحديداً إقليم كردستان العراق الذي اتُهِمَ بتوفير ملاذ للمجموعات الانفصالية الكردية[53][54][55]، في سياق من التظاهرات الواسعة في إيران بعد قتل امرأة كردية على يد "شرطة الأخلاق" الإسلامية في إيران. فإن العديد من المتظاهرين يعبرون الحدود العراقية للانضمام إلى هذه الهيئات الكردية الانفصالية. في وقت لاحق بشهر ونصف، قصفت إيران منطقة شمال العراق مرة أخرى بالصواريخ والطائرات بدون طيار، حيث كان يُفترَض أن يكون الهدف هو مجموعات المعارضة الكردية الإيرانية.[53] أعلنت وزارة الداخلية العراقية نشر لواء على حدود إيران في إقليم كردستان العراق، بتكلفة تجاوزت سبعة ملايين دولار، مع إقامة نحو 100 برجًا للمراقبة ومنع الانفصاليين الايرانيين والمعارضين لمنع التسلل وتهريب البضائع بسبب تعتبر أغلب المخدرات التي تعبر من ايران إلى العراق.[56][57][58]
- في مساء يوم 15 يناير 2024، أطلقت من الأراضي الإيرانية باتجاه محافظة أربيل في العراق 11 صاروخاً باليستياً.[59][60] مما أدى إلى مقتل أربعة أشخاص وإصابة ستة آخرين. وصرح الحرس الثوري الإيراني بأنه استهدف احد مقرات الموساد (وكالة استخبارات إسرائيلية) قواعد لجماعات معادية لطهران على أراضي تلك الدول، متورطة بهجمات ضدها.[60] وهو ما نفته وزارة الخارجية العراقية[61]، أدى الهجوم إلى اغتيال رجل الأعمال بشراو دزايي، الرئيس التنفيذي لشركة إمباير وورلد، وهي شركة تطوير عقاري. وقالت الخارجية العراقية في بيان إن القصف الإيراني على مدينة أربيل هو عدوان على سيادة البلاد وإساءة إلى حسن الجوار وأمن المنطقة، وأضافت أنها ستتخذ كافة الإجراءات القانونية بضمنها تقديم شكوى إلى مجلس الأمن.[62]

### المملكة العربية السعودية
العراق والمملكة العربية السعودية يتشاركون حدود طولها 814 كيلومترًا، حيث كان كل منهما كان جزء من الدولة العثمانية (كانت الحجاز الَّتي هي جزء من السعودية حاليا جزء من الدولة العثمانية) حتى تفككها بعد الحرب العالمية الأولى. كلاهما عضو مؤسس لجامعة الدول العربية ومنظمة الدول المصدرة للنفط (أوبك)، ومنظمة التعاون الإسلامي.
بعد ثورة ١٤ تموز في العراق واسقاط الملكية في العراق عام 1958، كان هناك توافق قليل بين البلدين لكن العراق كان يسعى إلى تحقيق تفاهم إقليمي ومحاولة افهام السعودية انها لا تحاول أن تصدر ثورتها ولكن مع هذا في عام 1961 كانت السعودية الَّتي تتضامن مع الكويت حينها وبعد مزاعم من العراق و عبد الكريم قاسم ان الكويت جزء من العراق وتعتبر السعودية احد ابرز الدول الَّتي تتضامن مع الكويت لمنع العراق من ضم الكويت له، ومع ذلك في عام 1961.

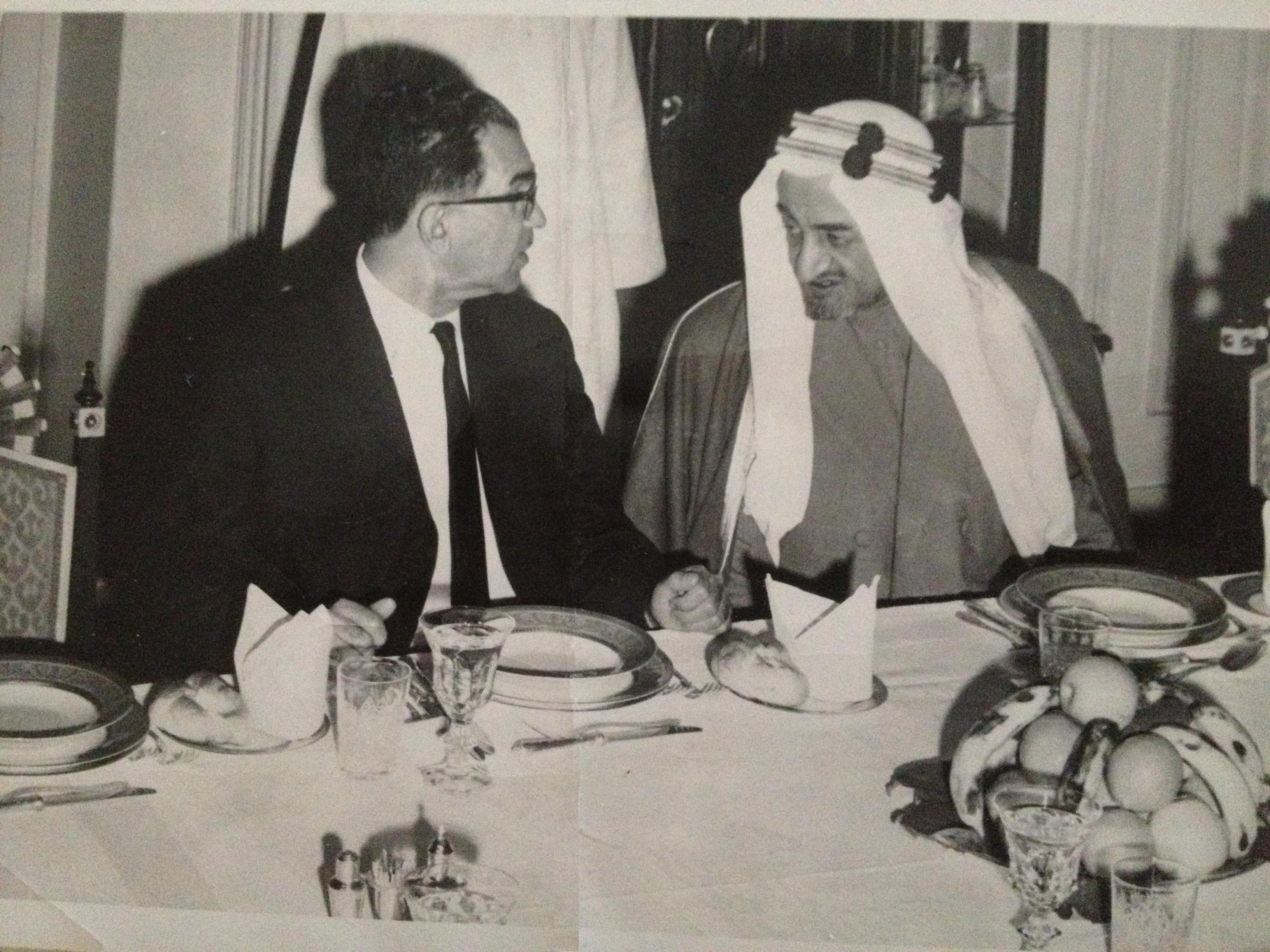
لقاء بين الملك السعودي فيصل بن عبد العزيز مع رئيس وزراء العراق عبد الرحمن البزاز عام 1966.

بعد سقوط نظام عبد الكريم قاسم و سيطرة حزب البعث في العراق تهدأ العلاقات بين العراق والمملكة العربية السعودية بشكل ملحوظ في عام 1975 بعد توقيع اتفاق حول ترسيم الحدود، تقترب البلدين أكثر بعد الثورة الإسلامية في إيران عام 1979، التي تثير قلقًا كبيرًا في كل من المملكة العربية السعودية و العراق التي تشهد ظهور نظام ديني في بلد مجاور. تقوم العائلة المالكة السعودية برغبة في تكوين تحالف مع العراق، الذي كان في ذلك الوقت القوة العسكرية الرئيسية في الشرق الأوسط، بقبول زيارة صدام حسين في زيارة رسمية خلال صيف عام 1980، مما يمثل أول زيارة لرئيس عراقي إلى المملكة. يتفق البلدان على أنه في مصلحتهما المشتركة أن يهاجم العراق إيران و إقامة حرب الخليج الأولى.
لذا، عندما بدأت حرب الخليج الأولى في سبتمبر 1980، كانت المملكة العربية السعودية واحدة من أبرز الداعمين للعراق. في عام 1981، بعد تدمير القوات الجوية الإسرائيلية لمفاعل تموز النووي العراقي، أعلن الملك خالد من المملكة العربية السعودية أن الرياض ستمول إعادة بناء المحطة. بدأ العراق في بناء خطي أنابيب هامين لنقل مليوني برميل من النفط يوميًا إلى الموانئ السعودية على البحر الأحمر،موافقًا بذلك على ربط مصالحه الحيوية بتعاونه مع المملكة. في ربيع عام 1990، تم التوصل إلى اتفاقية عدم اعتداء بين الرياض وبغداد، في حين وافقت المملكة العربية السعودية على مسح ديون العراق التي كانت قد تراكمت خلال حربه ضد إيران.
تدهورت هذه العلاقات عقب الغزو العراقي للكويت في عام 1990، حيث تقوم الرياض بقطع علاقاتها مع بغداد وإغلاق حدودها البرية مع العراق، والمشاركة في حرب الخليج الثانية كجزء من التحالف الدولي. يتمركز جزء كبير من قوات التحالف في المملكة العربية السعودية، وتتعرض مواقعها للقصف المتكرر من قبل الجيش العراقي.
رغم ان السعودية دعمت التحالف الدولي في حرب الخليج الثانية الا انها لم تدعم الغزو الامريكي على العراق عام 2003 بشكل رسمي، تبدأ التوترات الجديدة بين العراق والسعودية بعد غزو العراق في عام 2003 التي قامت بتغيير النظام السياسي في العراق واسقاط نظام صدام حسين. تُتهم السعودية من قبل الحكومة العراقية الحالية بدعم الحركات السياسية المعارضة السنية و تنظيمات ارهابية في العراق وخاصتاً نوري المالكي رئيس وزراء العراق وسياسته المقربة لإيران ووصفه السعودية بانها دولة راعية للارهاب، مما يبعد البلاد أكثر فأكثر عن جارتها السعودية. وبعد ظهور تنظيم الدولة الإسلامية (داعش) اتُهمت السعودية انها داعمة له من العراق، ولكن السعودية نفيت هذه الاتهامات وقالت انها غير داعمة له وعدوة له، وفق المركز الدولي لدراسة للتطرف والعنف السياسي فإنه هناك 3,244 من حاملين الجنسية السعودية الى تنظيم الدولة الإسلامية (داعش). وبسبب التحريض المستمر لتنظيم الدولة الإسلامية (داعش) على المسلمين الشيعة و اتهامات ضد السعودية لدعمها تنظيم الدولة الإسلامية (داعش) ساهم هذا إلى تبعيد الأغلبية العراقية من الشيعة و المتضررين من السنة من تنظيم الدولة الإسلامية (داعش) .

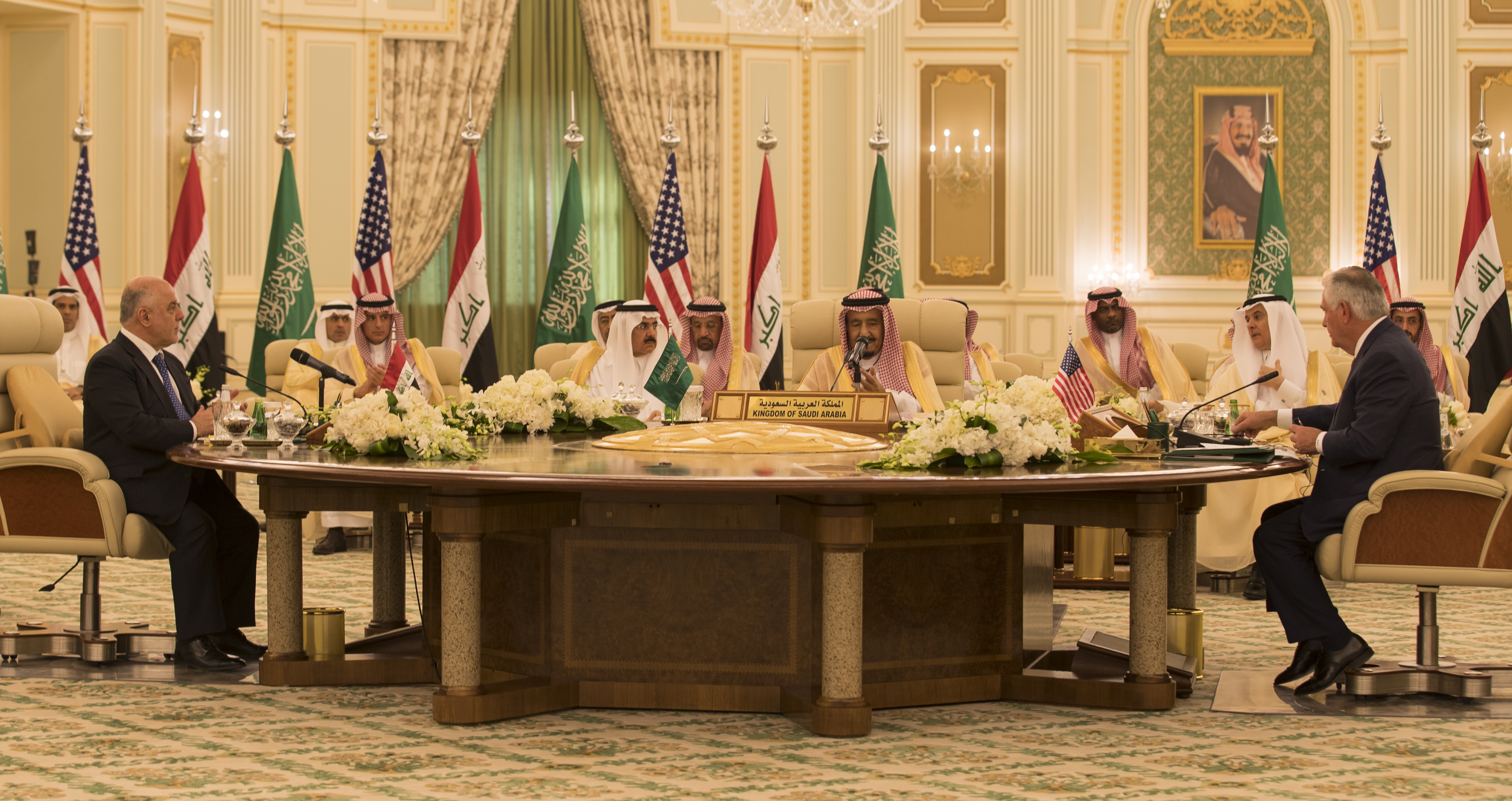
اللقاء الثلاثي بين الملك سلمان بن عبد العزيز و رئيس وزراء حيدر العبادي ووزير الخارجية الامريكي السابق ريكس تيلرسون في الرياض في السعودية.

بعد ان أصبح حيدر العبادي رئيس وزراء العراق أعلن انه مستعد أن يتنازل عن كل الخلافات وأن يتحرك إلى الأمام في العلاقات مع دول الجوار. تحسنت العلاقة بشكل بسيط في فترة رئاسة حيدر العبادي للعراق. فبعد وفاة الملك عبدالله أرسل حيدر العبادي برقية تعزية إلى السعودية. ثم أصبح ثامر السبهان أول سفير تعينه المملكة في العراق بعدما أعادت السعودية فتح سفارتها في بغداد في كانون الأول 2015 بعد انقطاع نحو 26 عام.
ومع تصريحات للسفير السعودي ثامر السبهان لقوات الحشد الشعبي ودورها في المعارك التي تخوضها القوات العراقية ضد مسلحي ما يعرف بتنظيم الدولة الإسلامية (داعش) بشكل سلبي. و توتر العلاقة بين الحشد الشعبي والسفارة السعودية الا ان العلاقات استمرت، في فبراير عام 2017 زار وزير الخارجية السعودي عادل الجبير بغداد، وهي أول زيارة لوزير خارجية سعودي للعراق منذ 27 عام. في أبريل 2018 أعلنت السعودية نيتها تقديم هدية في ملعب كرة القدم للعراق في بغداد.
في أبريل 2019، استمرت العلاقات الدبلوماسية بشكل رسمي بين البلدين مع افتتاح قنصلية سعودية في بغداد ،وفي نفس العام، قام رئيس الوزراء العراقي عادل عبد المهدي بزيارة إلى المملكة العربية السعودية وأبرم ثلاثة عشر اتفاقًا سياسيًا واقتصاديًا.

رئيس وزراء العراق السابق مصطفى الكاظمي مع ولي العهد السعودي محمد بن سلمان في عام 2021.

كان هناك اتفاق على لقاء بين مصطفى الكاظمي و الامير محمد بن سلمان، تم إلغاء لقاء بين مصطفى الكاظمي والأمير محمد بن سلمان في المملكة العربية السعودية في الشهر التالي، بسبب وباء فيروس كورونا. في نوفمبر 2020 أعلن العراق والمملكة العربية السعودية إعادة فتح المنفذ الحدودي الرسمي في عرعر، الذي كان مغلقًا منذ عام 1990.التقى مصطفى الكاظمي ومحمد بن سلمان في الرياض في مارس 2021، خلال زيارة تهدف إلى تعزيز الروابط التجارية بين البلدين، بالإضافة إلى التعاون الاقتصادي والاستثمارات في الطاقة والنقل. وقعت الوفود خمس اتفاقيات في المجالات المالية والتجارية والاقتصادية والثقافية والإعلامية، واتفقوا على شركة مشتركة برأسمال يُقدر بثلاثة مليارات دولار. كما خططوا أيضًا لإنهاء مشروع التوصيل الكهربائي والاستمرار في التعاون للحفاظ على استقرار سوق النفط العالمي، حيث يعتبر العراق والمملكة العربية السعودية من أكبر منتجي النفط في منظمة الدول المصدرة للنفط (أوبك) .
في ديسمبر 2022، بمناسبة زيارة الرئيس الصيني شي جين بينغ إلى المملكة العربية السعودية، قام رئيس الوزراء العراقي الجديد محمد شياع السوداني بتمثيل بلاده في القمة العربية الصينية الَّتي نظمها محمد بن سلمان في الرياض. أعلن فيها عن نيته تعزيز علاقاته مع الدول العربية، مع تحقيق توازن في علاقاته مع جيرانه الآخرين. عشرة أيام في وقت لاحق، زار وزير الخارجية السعودي فيصل بن فرحان الأردن إلى مؤتمر بغداد الثاني، وأكد أن بلاده تقف إلى جانب العراق للحفاظ على استقراره وسيادته.
في مايو 2023، أنشأ الصندوق الاستثمارات العامة السعودي (PIF) شركة استثمار سعودية عراقية برأسمال 3 مليارات دولار للاستثمار في عدة قطاعات في العراق، بما في ذلك التعدين والبنية التحتية والتمويل والعقارات والزراعة، كجزء من خطة بقيمة 24 مليار دولار مخصصة لست دول في المنطقة. على خلفية ذلك، بدأت شركة أرامكو السعودية للنفط محادثات مع الحكومة العراقية للاستثمار بشكل كبير في حقل عكاز في محافظة الأنبار العراقية.

### الأردن

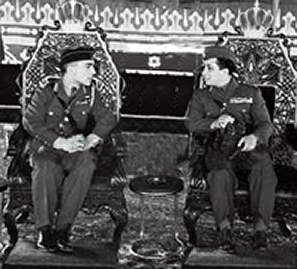
الملك فيصل الثاني ملك العراق على اليمين وملك الاردن الملك الحسين بن طلال على الجهة اليسار

العراق والأردن مفصولان عن بعضهما بحدود تمتد على مسافة 181 كيلومترًا، الأردن والعراق هما إحدى الدولين المؤسسين والأعضاء في جامعة الدول العربية ومنظمة التعاون الإسلامي.كل من البلدين كانا جزءا من الدولة العثمانية حتى تفككها بعد الحرب العالمية الأولى. ثم أصبحوا كل منّهما مناطق نفوذ بريطانية، حيث أُسند إلى بريطانيا الانتداب على بلاد ما بين النهرين (العراق حاليًا) وإمارة شرق الأردن (الأردن حاليًا). وفيما بعد، حصل البلدين على استقلالهما تدريجيًا، حيث تم إعلان استقلال الأردن في عام 1946 وحصل العراق على استقلاله 1932. عندما حصل البريطانيون على تفويض من عصبة الأمم لإدارة هذين الإقليمين تم تعيين شقيقين من سلالة الهاشميين ليكونا حكامًا عليهما عبد الله الأول ملك الأردن، وشقيقه فيصل الأول ملك العراق. في عام 1948 و1967 شارك كل من العراق والأردن مع مصر وسوريا كأبرز المساهمين في التحالف العربي الذي تشكل ضد إسرائيل خلال حرب 1948 وخلال حرب 1967 (ومع ذلك، رفضت الأردن المشاركة في حرب أكتوبر عام 1973، بينما شارك العراق). في 14 فبراير 1958، قرر الملك فيصل الثاني من العراق وابن عمه الملك حسين من الأردن دمج مملكتيهما في دولة واحدة تحمل اسم الاتحاد العربي الهاشمي للعراق والأردن. ومع ذلك سقطت بعد ست اشهر من تأسيسها بسبب ثورة 14 تموز واسقاط الملكية في العراق بقيادة عبد الكريم قاسم عَبد السلام عارف، استغلوا الفرصة وقادوا مسيرتهم إلى بغداد، تم إعدام الملك فيصل الثاني وولي العهد الأمير عبد الإله في القصر الملكي، مما يشكل نهاية سلالة الهاشميين في العراق.
في عام 1968، تولى حزب البعث الحكم في العراق تلاه اقترابًا بين العراق والأردن. خلال حكم صدام حسين درس العديد من الطلاب الأردنيين في الجامعات العراقية بفضل منح دراسية مقدمة من العراق. بالإضافة إلى ذلك، كانت دعم صدام حسين لقضية الشعب الفلسطيني يُنظر إليه بإيجابية من قبل الأردن الذي استضاف عددًا كبيرًا من اللاجئين الفلسطينيين. في عام 1978 ذهب الملك الحسين إلى بغداد لأول مرة منذ ثورة 14 تموز. وهناك التقى بصدام حسين. عندما أصبح صدام رئيسًا للعراق في عام 1979، دعم الحسين صدام في حرب الخليج الاولى التي امتدت من عام 1980 إلى عام 1988. ونمت العلاقة مع قيام صدام بتزويد الأردن بالنفط بالسعر المدعوم، وسمح الأردن للعراق باستخدام ميناء العقبة لصادراته.

زيارة الرئيس العراقي صدام حسين (على اليمين) للملك الحسين بن طلال (على اليسار) في عمّان

في فبراير 1990، قام الرئيس العراقي صدام حسين بزيارة إلى عمّان عاصمة الأردن حيث كان مستقبلًا من قبل الملك الحسين بن طلال. بضعة أشهر لاحقًا، في بداية حرب الخليج، صوت ملك الاردن الملك الحسين بن طلال مع غزو العراقي للكويت بسبب الضغط الجماهيري عليه، الذين يتأثر بشكل كبير بسبب الارتباط الاقتصادي للأردن بالنفط العراقي، وخاصةً الفلسطينيين الموجودين في الأردن. لم تشترك الأردن في أي من النزاعات الكبيرة التي تأثرت بها العراق في عقود 1980 و1990 و2003، ولكنها عارضت كلتا التدخلين الأمريكيين ضد صدام حسين، واستضافت موجات كبيرة من اللاجئين العراقيين الى الأردن.
في أغسطس 2003، خلال الغزو الأمريكي على العراق، تعرضت سفارة الأردن في بغداد لهجوم بسيارة مفخخة.اقتحم محتجون غاضبون السفارة الأردنية، حطموا صور الملك عبد الله الثاني وأنزلوا العلم الأردني ليُحرق، اتهمت الحكومة الأردنية أبو مصعب الزرقاوي بهذه الحادثة  فيما يتعلق بالسكان الأردنيين، بعد سقوط وإعدام صدام حسين، يستمر صدام الحسين في إثارة إعجاب العديد من الأردنيين حتى بعد 20 عامًا على سقوطه، الذين يرون فيه بطلا للقضايا العربية والفلسطينية. بينما تختفي صوره والرموز المرتبطة بحكمه من الحياة العامة في العراق، يظل وجهه حاضرًا في الأردن، سواء على ملصقات تزين زجاج السيارات أو غطاء هواتف الجوال بتصاميم تحمل صورته.
في عام 2008، كان الملك عبد الله الثاني أول زعيم عربي يزور بغداد منذ تأسيس الحكومة الجديدة. وفي عام 2014، انضمت الأردن إلى التحالف الدولي ضد تنظيم الدولة الإسلامية (داعش). وفي أغسطس 2017، أعلنت الأردن والعراق عن إعادة فتح معبر طريبيل الوحيد الذي تم إغلاقه منذ عام 2014، بعد تأمين الطريق الذي يربط بين عاصمتيهما. في يناير 2019، زار الملك عبد الله الثاني بغداد مرة أخرى لتعزيز التعاون الاقتصادي والطاقة بين البلدين. جاءت هذه الزيارة بدعم من الولايات المتحدة التي تسعى لتقليل اعتماد العراق على إيران اقتصاديًا وتجاريًا. تُوّجت الزيارة بتوقيع اتفاقيات في مجالات التجارة، والتمويل، والزراعة، والصحة، والنقل، والطاقة، بما في ذلك توسيع خط أنابيب البصرة في العراق إلى العقبة في الأردن، وإنشاء منطقة صناعية مشتركة بمساحة 24 كيلومترًا مربعًا.
في أبريل 2021، بعد الكشف عن مؤامرة مزعومة ضد الملك عبد الله الثاني، أكد رئيس الوزراء العراقي مصطفى الكاظمي وقوفه إلى جانب المملكة الأردنية، في بيان لوزارة الخارجية العراقية «الحكومة العراقيّة تُؤَكِّدُ وقوفها إلى جانب المملكة الأُردنيّةِ الهاشميّة بقيادةِ جلالة الملك عبد الله الثاني، في أيّ خطواتٍ تُتَخَذ للحفاظ على أمنِ وإستقرار البلاد ورعايةِ مصالح الشعب الأُردنيّ الشقيق، بما يُعزز حضوره، عبر الإرتكانِ للإجراءات التي تنتهي لبسط هيبة الدولة.»
في 27 يونيو 2021، حدثت القمة الثلاثية الأخيرة في بغداد، التي شارك فيها كل من عبد الفتاح السيسي من مصر والملك عبدالله الثاني ومصطفى الكاظمي رئيس وزراء العراق، كشفت عن تنامي تحالفهم، مركزًا على الاهتمامات الاقتصادية والسياسية والأمنية المشتركة. تهدف الدول إلى تعزيز الاستقرار الإقليمي ومكافحة التطرف، وتقليل الاعتماد على إيران في العراق. تتضمن التعاون الاقتصادي خططًا لبناء خط أنابيب لتوصيل النفط العراقي إلى ميناء العقبة الأردني. وزيادة التجارة. بينما قد لا يمثل التحالف تحديًا فوريًا لمجلس التعاون الخليجي، إلا أنه يعكس رغبة في تنويع الشراكات بعيدًا عن مجلس التعاون الخليجي. مع التركيز على معالجة القضايا الأمنية وحقوق الإنسان. التقى عبد الفتاح السيسي ومصطفى الكاظمي والملك عبد الله الثاني مرة أخرى في بغداد في أغسطس 2021 في قمة موسعة للشرق الأوسط تضمنت فرنسا، وركزت على الأمن والتنمية الاقتصادية الإقليمية. في ديسمبر 2022، استضافت عمان المؤتمر الدولي الثاني لبغداد لدعم العراق وتعزيز الحوار بين دول المنطقة. أكد الملك عبد الله الثاني في كلمته على "الدور المحوري للعراق في الحفاظ على الاستقرار الإقليمي".
في اكتوبر 2023 تجمع مئات من المجموعات العراقية المقربة لإيران عند الحدود الأردنية للتضامن مع غزة وللمطالبة برفع الحصار الإسرائيلي. نصب المحتجون خيامًا وقاموا بوقفة احتجاجية، مطالبين بالسماح للمساعدات بالوصول إلى غزة. في بغداد، جمع مئات من انصار الحشد الشعبي العراقي قرب المنطقة الخضراء حيث توجد السفارة الأمريكية والبعثات الأخرى في بغداد، حاملين صور لقادة الحشد الشعبي والمؤثرين فيه مثل قاسم سليماني وأبو مهدي المهندس ورافعين أعلامًا فلسطينية. توجه بعض العراقيين إلى الحدود الأردنية، على الرغم من عدم وضوح افتتاح للمعبر. دعا الزعيم الشيعي مقتدى الصدر إلى اعتصام سلمي على حدود دول من ضمنها الأردن حتى رفع الحصار عن غزة. جاءت المشاركة من قبل أنصار الصدر وفصائل موالية لإيران في العراق.
منعت فصائل عراقية بقوة صهاريج نفط من العبور إلى الأردن عبر منفذ الطريبيل، مهددة بحرقها، ما أجبر هذه الصهاريج على العودة إلى المدينة الرطبة. تزامنا مع تواجد أتباع تيار الصدر بالقرب من الحدود، يطالبون بالعبور إلى الأردن نحو إسرائيل بعد الحرب على غزة. اعلن توضيح رسمي أردني أن عودة الصهاريج إلى العراق ترتبط بسلامة السائقين وتأكيد الجانب العراقي على تنفيذ اتفاقيات التعاون.

### مصر
اتسمت علاقات العراق مع العالم العربي بالتنوع والإختلاف، حيث انقطعت العلاقات بين العراق ومصر وانتهت في عام 1977، عندما انتقد العراق للرئيس المصري أنور السادات في سعيهِ لمبادرات السلام مع إسرائيل. وفي عام 1978، استضافت بغداد ممثلي دول جامعة الدول العربية في قمة عربية أدانت ونبذت مصر لقبول معاهدة كامب ديفيد. ومع ذلك، تغير موقف مصر في عقد الثمانينيات بعد تولّي حسني مبارك للرئاسة وأدى دور مصر القوي والدعم الدبلوماسي للعراق في الحرب مع إيران لتحسين العلاقات والاتصالات بين العديد من كبار المسؤولين، على الرغم من استمرار غياب التمثيل على مستوى السفراء. ومنذ عام 1983، دعا العراق مرارا لاستعادة «الدور الطبيعي» لمصر بين الدول العربية. وفي شهر يناير /كانون الثاني عام 1984، قاد العراق بنجاح الجهود العربية في منظمة المؤتمر الإسلامي إلى استعادة عضوية مصر. ومع ذلك، توترت العلاقات المصرية العراقية في عام 1990 بعد أن انضمت مصر إلى التحالف الدولي الذي أجبر القوات العراقية للخروج من الكويت. وتحسنت العلاقات بشكل مطرد في السنوات الأخيرة بعد سقوط نظام صدام حسين، ومصر كانت تعتبر واحدة من شركاء العراق التجاريين الرئيسيين (سابقا تحت برنامج النفط مقابل الغذاء).

### تركيا

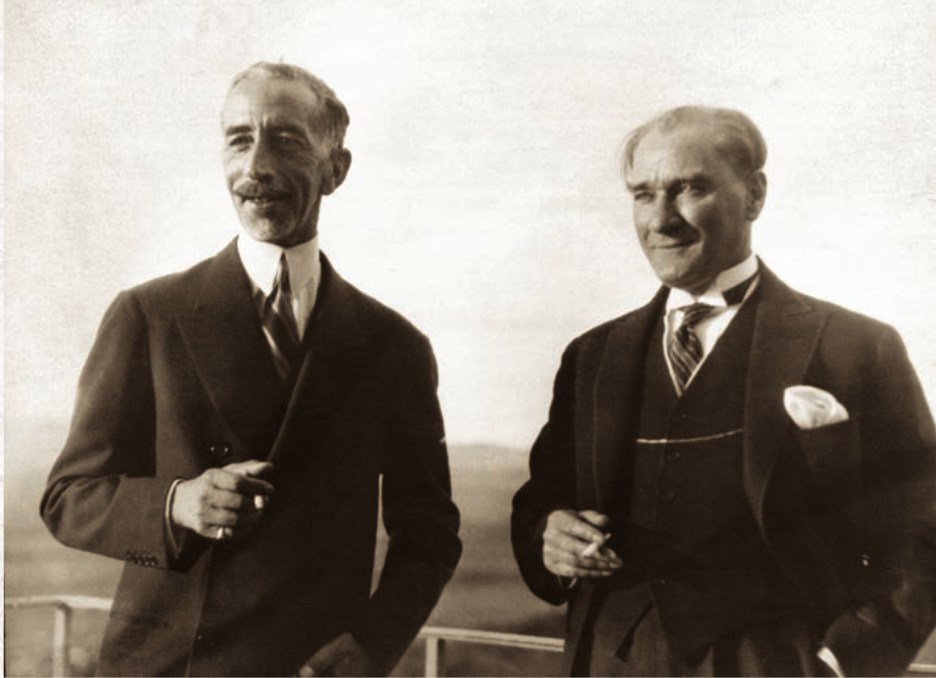
مصطفى كمال أتاتورك اول رئيس للجمهورية التركية مع اول ملك للعراق فيصل الأول في أنقرة عام 1931.

العلاقات بين تركيا والعراق تأثرت بفترة الدولة العثمانية التي كانت الدولتين الحاليتين جزء منها حتى تفككها بعد الحرب العالمية الأولى. وبعد الحرب العالمية الثانية، كانت الدولتان حليفتين قريبتين، حيث كانتا جزءًا من حلف بغداد التي استمرت من 1955 حتى 1978 (على الرغم من انسحاب العراق من حلف بغداد في عام 1959). في عام 1973، أبرمت الحكومة العراقية والحكومة التركية اتفاقًا بشأن خط انابيب نفطي بين العراق و تركيا. في حرب الخليج الثانية دعمت تركيا الكويت في حرب الخليج الثانية، ووفرت قاعدة إنجيرليك الجوية مساعدة للقوات الأمريكية. تقترب تركيا من السلطات العراقية وإقليم كردستان العراق لتأمين حدودها وتنفيذ عمليات عسكرية ضد حزب العمال الكردستاني في شمال العراق.
في مارس 2003، عارضت تركيا الغزو الأمريكي في العراق، حيث رفض النواب التركيون منح الجنود الأمريكيين الوصول إلى قاعدة إنجيرليك الجوية. ومع ذلك، وافقت الحكومة بعد ستة أشهر على العودة عن هذا الحظر، وتبادل رئيس الولايات المتحدة جورج بوش معلومات حول موقع مقاتلي حزب العمال الكردستاني في شمال العراق كجزء من التسوية.
في نوفمبر 2007 وديسمبر 2008، قام رئيس الوزراء العراقي نوري المالكي بزيارة إلى تركيا حيث ناقش التعاون الأمني بين الدولتين ودعا حزب العمال الكردستاني إلى "ترك النضال المسلح والانضمام إلى العملية الديمقراطية"، بالإضافة إلى مشاريع التعاون الطاقي. في أبريل 2009، تم استقبال العراقي مقتدى الصدر بدوره من قبل رئيس الوزراء التركي رجب طيب أردوغان.
في 2011، زار رئيس الوزراء التركي رجب طيب أردوغان بغداد والنجف واربيل والتقى برئيس وزراء العراق نوري المالكي و رئيس إقليم كردستان العراق مسعود البارزاني، تناولت زيارة الرئيس التركي رجب طيب أردوغان إلى العراق القضايا العالقة، مما يشكل أول زيارة من نوعها لرئيس تركي منذ نهاية الثمانينيات. يركز أردوغان على قضايا لم تُحَل بعد، بما في ذلك النزاع المائي ومسألة حزب العمال الكردستاني، مع التأكيد على الأخوة وتحقيق التنمية الاقتصادية. تحمل الزيارة أهمية كبيرة في حل نزاع تركيا الكردي الداخلي، حيث يسعى أردوغان إلى تحقيق السلام الإقليمي والتعاون الاقتصادي، كما يظهر في افتتاح مشاريع وبنوك تركية في إقليم كردستان العراق. زار رجب طيب أردوغان السيد علي السيستاني في مدينة النجف ومحاورته معه مؤكدا انه سوف يحقق تقدمًا في الاحتجاجات البحرينية في عام 2011.

خط أنابيب كركوك-جيحان الَّذي يمر خلاله النفط العراقي

تم تشغيل خط أنابيب كركوك-جيحان في عام 1977 بعد نزاع تجاري بين سوريا والعراق أدى إلى إغلاق خط أنابيب النفط بين كركوك وبانياس في 1976، بعد الحرب الأهلية العراقية الثانية (2014-2017) قررت الحكومة العراقية بناء خط أنابيب ثانٍ وسيبدأ الخط الجديد من مدينة بيجي ويمتد حتى منطقة معبر فيشخابور الحدودي مع تركيا. بسبب الأضرار التي تسبب فيها تنظيم الدولة الإسلامية على الأنبوب الأول.

رئيس وزراء العراق محمد شياع السوداني مع نظيره رئيس وزراء تركيا رجب طيب اردوغان في مارس 2023.

في مارس 2023، زار رئيس الوزراء العراقي محمد شياع السوداني العاصمة التركية أنقرة حيث التقى بالرئيس التركي رجب طيب أردوغان لبحث قضايا الجفاف في العراق، أعلنت الحكومة التركية عن نيتها وقف استيراد النفط من إقليم كردستان في العراق، في حين كان هناك نزاع بين اقليم كردستان وبين الحكومة المركزية العراقية في بغداد بشأن توزيع إيرادات النفط. اتخذت تركيا هذا القرار بناءً على طلب من العراق، ويعود هذا النزاع إلى العام 2014 حين رفعت الحكومة العراقية دعوى ضد تركيا أمام هيئة التحكيم اعتراضاً على إعلان أنقرة تصدير نفط اقليم كردستان العراقي إلى الأسواق العالمية من دون إذن الحكومة العراقية.
في أغسطس 2023، زار وزير الخارجية التركي هاكان فيدان بغداد حيث التقى بنظيره العراقي فؤاد حسين. تمت مناقشة عدة قضايا بينهما، منها توزيع مياه نهري دجلة والفرات، واستئناف صادرات نفط إقليم كردستان العراق إلى تركيا، ومكافحة مواقع حزب العمال الكردستاني، الذي يحاربه تركيا في شمال العراق.

#### الطموحات التوسعية التركية في العراق
إن هيمنة الدولة العثمانية على الأراضي التي أصبحت الآن جمهورية العراق تفسر التطلعات التوسعية المتكررة التي تؤكدها مختلف الحكومات التركية تجاه شمال العراق. وكانت مدينة الموصل العراقية، على وجه الخصوص، هي النقطة المحورية لهذه المطالبات الإقليمية، كما يتضح من الأحداث التاريخية:
- في عام 1925، عارض مصطفى كمال أتاتورك، أول رئيس لجمهورية تركيا، وخلفائه، قرار عصبة الأمم بتخصيص ولاية الموصل للعراق بدلاً من تركيا.[51]
- وفي عام 1958، كررت تركيا مطالبتها عندما اتحد العراق والأردن بالاتحاد العربي الهاشمي.[51]
- في عام 1983، وفي خضم الحرب العراقية الإيرانية، أعلن رئيس الوزراء التركي توركوت أوزال أن مدينة الموصل تقع ضمن منطقة النفوذ التركي.[143]
- وفي عام 1990، وفي خضم غزو العراق للكويت، حاولت تركيا باعتبارها عضواً في التحالف العسكري الدولي ضد صدام حسين، ضم كل من مدينة الموصل ومدينة كركوك العراقيتين. إلا أن هذه الخطوة لاقت معارضة من الحكومة الأمريكية.[144]
- وفي عام 2004، طالبت الحكومة التركية مرة أخرى بمحافظة الموصل العراقية، مستغلة من الغزو الأمريكي للعراق. ورغم أنها لم تنجح في الحصول على الأراضي، إلا أن تركيا حصلت على حق القيام بعمليات عسكرية في الجزء الشمالي من العراق بعد ثلاث سنوات.
- وفي عام 2016، سعى الرئيس رجب طيب أردوغان إلى المشاركة العسكرية التركية في معركة الموصل للدفاع عن "المواطنين التركمان والعرب والأكراد". وقد رفض رئيس الوزراء العراقي حيدر العبادي هذا الاقتراح.[145]

#### التوغلات العسكرية التركية في شمال العراق
في عام 2003، ورغم معارضتها لغزو العراق، استغلت تركيا ضعف الحكومة العراقية لتنفيذ تدخلات مستهدفة ضد حزب العمال الكردستاني في شمال العراق.

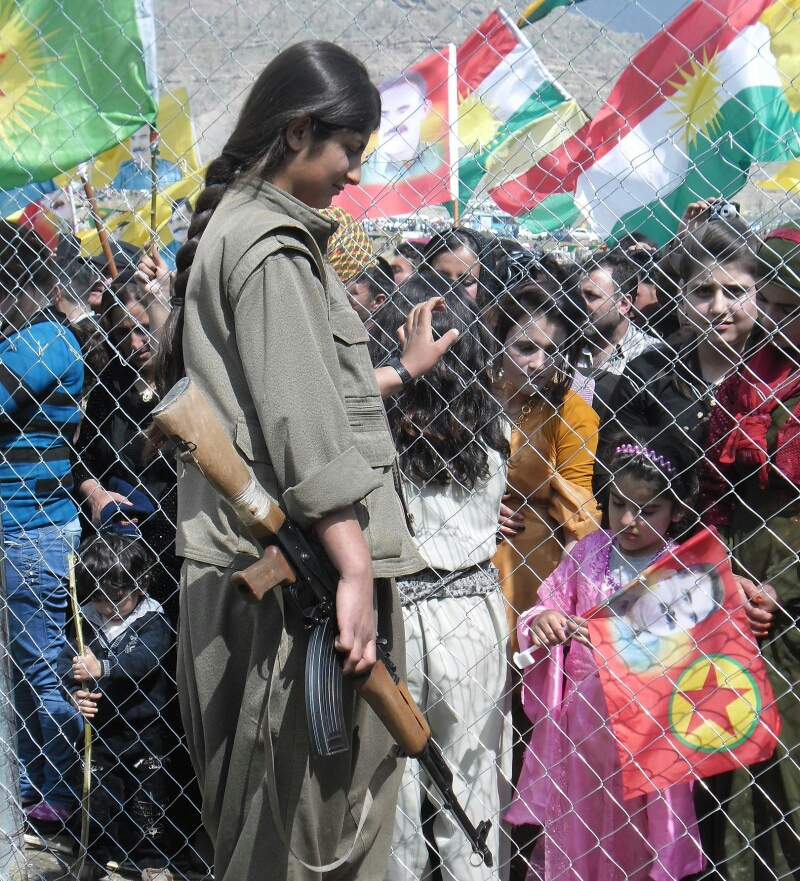
مقاتلة من حزب العمال الكردستاني في جبل قنديل في العراق.

عند اندلاع الحرب الأهلية العراقية الثانية، لعب حزب العمال الكردستاني دورًا في مواجهة تنظيم الدولة الإسلامية (داعش) في شمال العراق، حيث قدم المساعدة بشكل خاص للديانة الإيزيدية التي تعرضت للقتل والعبودية على يد الجهاديين في منطقة سنجار الَّتي لديها سكان كثيرين من الديانة اليزيدية. بعد تحرير المنطقة من وجود تنظيم الدولة الإسلامية (داعش) ، ساهم مقاتلوا حزب العمال الكردستاني في تشكيل ميليشيات إيزيدية ذاتية الحكم، وظلوا في سنجار خاصة على جبل قنديل.
في حين تتزايد التهديدات من الحكومة التركية، حذر رئيس الحكومة العراقية حيدر العبادي تركيا في نوفمبر 2016 من أنها ستعامل تركيا كعدو إذا تسببت في اشتباك في شمال العراق، بعد نشر دبابات تركية على الحدود التركية العراقية.
في يناير 2021، زار وزير الدفاع التركي خلوصي أقار محافظتي بغداد وأربيل في محاولة لتعزيز التعاون الأمني الثنائي. في 10 فبراير 2021، قامت القوات التركية بغارة في شمال العراق لتحرير أسرى اتراك (من العسكريين وأعضاء في جهاز المخابرات التركي) عند حزب العمال الكردستاني ، ولكن هذه المحاولة انتهت بفشلها وأدت إلى مقتل 13 أسيرًا.
في أبريل 2022، قامت القوات التركية بإطلاق عملية عسكرية جديدة في شمال العراق ضد حزب العمال الكردستاني،وقع انفجار وسط إسطنبول، أدى إلى مقتل 6 أشخاص وجرح أكثر من 80 آخرين. وبينما اتهمت تركيا حزب العمال الكردستاني بالمسؤولية عن العملية نفى الأخير ذلك. قامت الطائرات التركية بقصف مناطق في شمال العراق وسوريا مرة أخرى.
وفقًا لمصادر عراقية، تمتلك تركيا في عام 2022 حوالي مائة نقطة تحصين عسكرية في كردستان، مع وجود وحدة دائمة تتألف من ما لا يقل عن 4,000 جندي.

#### الخلاف على المياه بين العراق و تركيا

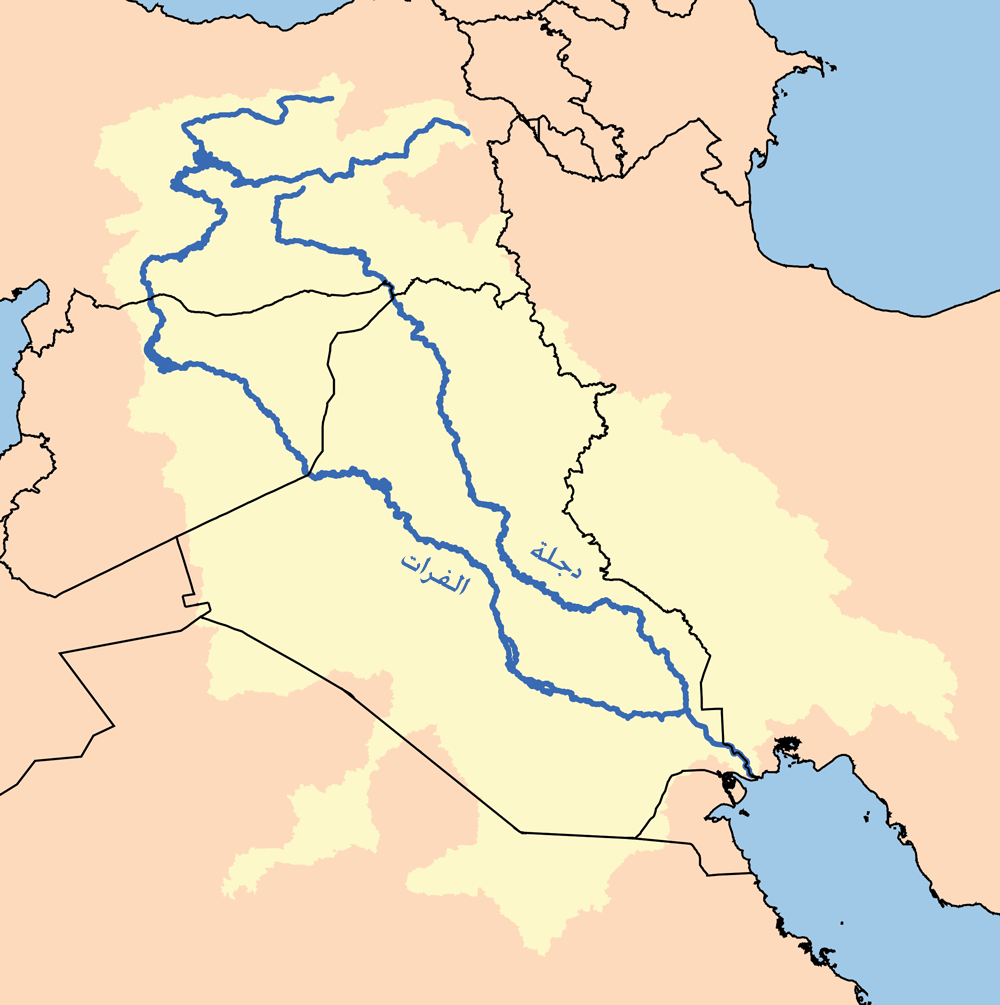
نهر دجلة والفرات في العراق والذان لديهما اهميتهما التاريخيّة في العراق والذي ينبعان من تركيا.

قضية حقوق المياه محل تنازع بين البلدين من الستينيات، حينما قامت تركيا بتنفيذ مشروع جنوب شرق الأناضول الهادف إلى استخراج مياه نهري دجلة والفرات من خلال إنشاء 22 سدًا، لأغراض الري والطاقة الكهرومائية. على الرغم من أن النزاع المائي بين تركيا وسوريا حينها كان أكثر تعقيدًا، إلا أن مشروع جنوب شرق الأناضول كان يُدرك أيضًا كتهديد من قبل العراق. زادت التوترات بين تركيا والعراق بسبب مشاركة تركيا وسوريا في الحصار على العراق بعد حرب الخليج الثانية.
في عام 2008، بسبب جفاف أنهر العراق حصلت مفاوضات جديدة بين العراق وتركيا حول تدفقات الأنهار العابرة للحدود. على الرغم من أن الجفاف كان له تأثير على تركيا وسوريا وإيران أيضًا، اشتكى العراق بانتظام من تقليل تدفقات المياه. واشتكى العراق بشكل خاص من نهر الفرات بسبب العدد الكبير من السدود على النهر. وافقت تركيا على زيادة التدفق عدة مرات، لتزويد العراق بمياه إضافية. شهد العراق انخفاضًا كبيرًا في تخزين المياه وإنتاج المحاصيل بسبب الجفاف، وكانت بنيته التحتية للمياه تعاني من سنوات من النزاع والإهمال.
في عام 2008، اتفق كل من تركيا والعراق وسوريا على إعادة تشغيل اللجنة الثلاثية المشتركة بشأن المياه لتحسين إدارة موارد المياه للدول الثلاث. وقعت تركيا والعراق وسوريا مذكرة تفاهم في 3 سبتمبر 2009 لتعزيز التواصل حول دجلة والفرات وتطوير محطات مشتركة لمراقبة تدفقات المياه. في 19 سبتمبر 2009، وافقت تركيا رسميًا على زيادة تدفق نهر الفرات إلى 450 إلى 500 متر مكعب في الثانية حتى 20 أكتوبر 2009. وفي المقابل، وافق العراق على التجارة بالبترول مع تركيا والمساعدة في كبح الأنشطة الإرهابية في منطقتهما الحدودية. يعتبر سد إليسو، وهو واحد من آخر سدود مشروع مشروع جنوب شرق الأناضول الكبيرة على نهر دجلة، مصدرًا للتوترات السياسية ويتعارض مع مصالح العراق.
في مارس 2023، وفي استمرار لمطالبات الحكومات العراقية لحقوق المياه من تركيا، زار رئيس الوزراء العراقي محمد شياع السوداني أنقرة حيث التقى بالرئيس التركي رجب طيب أردوغان لبحث قضية الجفاف في العراق وتوزيع مياه نهري دجلة والفرات. بينما كانت بغداد تتهم بانتظام تركيا بتقليل تدفق المياه إلى العراق، وعد الرئيس التركي بزيادة تدفق المياه في نهر دجلة.

### سوريا
وشكلت الولايات السياسي للعراق وسوريا من قبل المملكة المتحدة وفرنسا في أعقاب هزيمة الإمبراطورية العثمانية متحدون في العراق الحرب العالمية الأولى وسوريا التاريخية والعلاقات الاجتماعية والسياسية والثقافية والاقتصادية، ولكن حصة طويلة رسم الأجنبية الحدود. الأرض المعروفة باسم بلاد ما بين النهرين هو العراق وشرق سوريا ويسمى من قبل سكانها. العلاقات السياسية بين العراق وسوريا في الماضي صعوبات ينظر، ومع ذلك، تم إنشاء علاقات دبلوماسية جديدة وصفها الجانبان بأنها «تاريخية» في نوفمبر 2006، بدأت حقبة من التعاون الوثيق والصداقة السياسية بين العراق وسوريا.

### لبنان
حافظوا على العراق ولبنان علاقات دبلوماسية منذ 1943. ورفض كلا البلدين للتعرف إسرائيل والتي تحظى بدعم من الفلسطينيين.
على مر التاريخ، علاقات العراق مع لبنان كانت قريبة نسبيا، سياسيا وثقافيا. خلال نظام صدام حسين، زعيم حزب البعث كانت هنالك علاقات قوية مع بشير وأمين الجميل؛ نمت العلاقات أوسع عندما العراق انتقد مسؤولون فظيا ضد أعمال إسرائيل في 2006 الحرب. ومع ذلك، فقد تقلصت العلاقات بعض الشيء بسبب الاشتباكات الطائفية الجارية بين العراق السنة والشيعة الفروع مسلم، والحكومة اللبنانية الدعم لمن حزب الله.

### فلسطين
العلاقات العراقية الفلسطينية
العلاقات بين الجيران العراق وفلسطين تاريخيا إغلاق. تم إنشاؤها العراق وفلسطين بعد الحرب العالمية الأولى من السابق العثمانية سيادات عن طريق سرا اتفاقية ثنائية بين بريطانيا وفرنسا. فلسطين لديها سفارة وقنصلية في كل من بغداد وأربيل، ولكن العراق ليس لديها سفارة في الأراضي الفلسطينية.

### الكويت
العلاقات العراقية الكويتية
أدى غزو العراق للكويت في عام 1990 في حكومته في المنفى والولايات المتحدة والمملكة العربية السعودية، ومعظم الخليج العربي لقطع العلاقات مع بغداد والانضمام إلى الأمم المتحدة التحالف الذي قاد القوات العراقية من الكويت خلال الخليج العربي حرب. رفض العراق لتنفيذ قرارات مجلس الأمن الدولي والتهديدات المستمرة تجاه الكويت أسفرت عن العلاقات المتبقية باردة.

### اليمن
العراق واليمن هما عضوان في جامعة الدول العربية وفي منظمة التعاون الإسلامي.

رشاد العليمي رئيس مجلس القيادة اليمني ومحمد السوداني رئيس وزراء العراق في فبراير 2023

في عام 1990، الذي شهد توحيد اليمن كدولة واحدة كان اليمن إلى جانب الأردن، الدولتين الوحيدتان في الشرق الأوسط التي عارضت بدء حرب الخليج الثانية. قدم الرئيس علي عبد الله صالح دعمًا دبلوماسيًا وعسكريًا لصدام حسين، ولكنه حاول بلا جدوى إقناعه بإخلاء الكويت لتجنب الحرب.
في يوليو 2023، يستقبل وزير الخارجية العراقي فؤاد حسين نظيره اليمني أحمد عوض بن مبارك في بغداد، ويقدم له مساعدته كوسيط لإنهاء الحرب الأهلية اليمنية الدائرة منذ 2014.

### البحرين
في 27 يونيو 2019، اقتحم متظاهرون عراقيون موالون لإيران السفارة البحرينية في بغداد، وحطّموا أجزاء منها. وقد استدعت الخارجية البحرينية السفير البحريني للتشاور، بينما ندّدت الحكومة العراقية بالهجوم، متضامنة مع البحرين ووعدت بمحاسبة المتورطين.

### إسرائيل
شارك العراق في الحروب العربية الإسرائيلية في 1948، 1967 و 1973، وتقليديا تعارض كل المحاولات للتوصل إلى تسوية سلمية بين إسرائيل والدول العربية. هاجمت إسرائيل المفاعل النووي العراقي البحوث قيد الإنشاء بالقرب من بغداد في يوليو تموز 1981. خلال الحرب بين إيران والعراق، خاضعة للإشراف العراق من موقفها من إسرائيل موقف كبير. في آب 1982 أعلن الرئيس حسين لعضو في الكونغرس الأميركي يزور ان «دولة آمنة من الضروري بالنسبة لإسرائيل والفلسطينيين.» العراق لم تعارض ثم سبتمبر الرئيس ريغان 1، 1982 مبادرة السلام العربية الإسرائيلية، وأنه يؤيد موقف المعتدلين العرب في قمة فاس في نفس الشهر. العراق مرارا انها ستدعم كل ما تم العثور على تسوية مقبولة من قبل الفلسطينيين.

### الإمارات العربية المتحدة
في يونيو 2008، أعلنت الحكومة العراقية أن دولة الإمارات العربية المتحدة سترسل سفيرا إلى بغداد في غضون أيام قليلة. هذا من شأنه أن يصبح أول سفير عربي في العراق منذ خطف وقتل إيهاب الشريف في يوليو 2005. وجاء هذا الإعلان خلال زيارة مفاجئة وزير دولة الإمارات العربية المتحدة الخارجية عبد الله بن زايد آل نهيان إلى بغداد في 5 يونيو 2008. وهذه هي المرة الأولى مسؤول رفيع المستوى من الدولة الخليجية زار العراق منذ مارس 2003.

### السودان
السودان لديها سفارة في بغداد والسفارة العراقية في الخرطوم.
وكانت العلاقات السودانية العراقية ولا تزال قريبة جدا، السودان بدعم العراق خلال حرب الخليج، وبعد الحرب، بغداد أنشئت الخرطوم باعتبارها مركزا رئيسيا للاستخبارات العراقية. وترتبط العراق والسودان أوجه التشابه الثقافية البعيدة مثل اللغة (كلا البلدين يتحدثون العربية، على الرغم من أن مختلفان في لهجة) والدين، وكلاهما مسلم (السودان لكن هي في الغالب السنة، في حين العراق التوتر بين البلدين خلال تكثيف الغزو الأمريكي، على الرغم من السودان عارضت بشدة الاقتراح. وتحسنت العلاقات بين العراق والسودان منذ ذلك الحين.

### إسرائيل
شارك العراق في الحروب العربية الإسرائيلية في 1948، 1967 و 1973، وتقليديا تعارض كل المحاولات للتوصل إلى تسوية سلمية بين إسرائيل والدول العربية. هاجمت إسرائيل المفاعل النووي العراقي البحوث قيد الإنشاء بالقرب من بغداد في يوليو تموز 1981. خلال الحرب بين إيران والعراق، خاضعة للإشراف العراق من موقفها من إسرائيل موقف كبير. في آب 1982 أعلن الرئيس حسين لعضو في الكونغرس الأميركي يزور ان «دولة آمنة من الضروري بالنسبة لإسرائيل والفلسطينيين.» العراق لم تعارض ثم سبتمبر الرئيس ريغان 1، 1982 مبادرة السلام العربية الإسرائيلية، وأنه يؤيد موقف المعتدلين العرب في قمة فاس في نفس الشهر. العراق مرارا انها ستدعم كل ما تم العثور على تسوية مقبولة من قبل الفلسطينيين.

### الإمارات العربية المتحدة
في يونيو 2008، أعلنت الحكومة العراقية أن دولة الإمارات العربية المتحدة سترسل سفيرا إلى بغداد في غضون أيام قليلة. هذا من شأنه أن يصبح أول سفير عربي في العراق منذ خطف وقتل إيهاب الشريف في يوليو 2005. وجاء هذا الإعلان خلال زيارة مفاجئة وزير دولة الإمارات العربية المتحدة الخارجية عبد الله بن زايد آل نهيان إلى بغداد في 5 يونيو 2008. وهذه هي المرة الأولى مسؤول رفيع المستوى من الدولة الخليجية زار العراق منذ مارس 2003.

## أوروبا
في سبتمبر 2005، تم التوقيع على إعلان سياسي مشترك بين الاتحاد الأوروبي والعراق والتي تشكل الأساس لحوار سياسي منتظم. واتفاق التجارة والتعاون بين الاتحاد الأوروبي والعراق هو في طور التفاوض، وسوف يكون على الأرجح اختتمت خلال عام 2008.
شهد يوليو 2005 إدخال EUJUST LEX، حكم الاتحاد الأوروبي من عملية القانون يهدف إلى تدريب الشرطة العراقية والمسؤولين القانونيين في مجال حقوق الإنسان إلى جانب قضايا أخرى. وقد اتخذت على مدى 400 1 العراقيين بالفعل في الدورات التدريبية. 
| البلد           | بدأت العلاقات الرسمية | تلاحظ |
| --------------- | --------------------- | --- |
| بلغاريا         |                       | العلاقات البلغارية العراقية - بلغاريا لديها سفارة في بغداد. - العراق لديها سفارة في صوفيا. - كانت بلغاريا جزءا من القوة المتعددة الجنسيات في العراق بين مايو 2003 وديسمبر 2008. |
| جمهورية التشيك  | 1993                  | أنظر السياسة الخارجية لجمهورية التشيك |
| الدنمارك        |                       | العلاقات الدانماركية العراقية - الدانمارك لديها سفارة في بغداد ومكتب التجارة في البصرة والعراق لديها سفارة في كوبنهاغن. - في 21 مارس، 2003، جعلت البرلمان الدانمركي قرار مصيري لدعم العمليات العسكرية الأمريكية في العراق وفي الواقع تساهم الأصول البحرية للحرب. في عام 2006، أعلن وزير النقل العراقي سلام المالكي تجميد جميع العلاقات الاقتصادية مع الشركات الدانماركية والنرويجية احتجاجا على الرسوم المسيئة التي نشرت في الصحف البلدان. مع السكان في مجموع عراقية ترقيم الدنمارك حوالي 12,000، وهناك منظمات مثل أيام الثقافة العراقية الدنماركية، التي تنظم حاليا في العاصمة كوبنهاغن.                        |
| فرنسا           |                       | العلاقات الفرنسية العراقية - قبل غزو العراق للكويت في عام 1991، تتمتع فرنسا علاقات ودية مع الرئيس العراقي السابق صدام حسين، ولكن العلاقة ساءت مرة واحدة دخلت العراق الكويتية التربة وقريبا فرنسا قطع العلاقات مع العراق. بعد ثلاثة عشر عاما، استأنفت فرنسا العلاقات مع العراق في عام 2003. العراق لديها سفارة في باريس وفرنسا لديها سفارة ومكتب تمثيلي في بغداد. |
| ألمانيا         |                       | العلاقات ألمانية العراقية - اعتراف العراق الدبلوماسية الكاملة من ألمانيا الشرقية وزير الخارجية أوتو Winzer تم الإعلان عن هذا الاعتراف في أن الاعتراف نيوس دويتشلاند في 2 مايو 1969. |
| اليونان         |                       | العلاقات اليونانية العراقية - متجذرة العلاقات بين الشعوب اليونانية والعراقية في التاريخ، وقد وضعت كل من الثقافات التي أثرت على مسار الإنسانية. إلا أنها تعود بقدر ما يعود إلى عندما الإسكندر الأكبر حكم بلاد ما بين النهرين (الذي هو اسم من أصل يوناني، ومعناها "أرض بين النهرين") وتوفي في نهاية المطاف في بابل العراق. اليونان بشدة وباستمرار على سلامة يدعم استقلال وسيادة وأراضي العراق. اليونان الحفاظ على علاقات جيدة تقليديا ودية مع العراق بسبب الروابط التاريخية القوية والثقافية، التي يعود تاريخها إلى العصور القديمة. - اليونان لديها سفارة في بغداد، ويتم تمثيل العراق من قبل السفارة لها في أثينا. |
| الفاتيكان       |                       | العلاقات الخارجية للكرسي الرسولي |
| هنغاريا         |                       | العلاقات الهنغارية العراقية - ويمثل المجر في العراق من خلال سفارتها في عمان (الأردن). - العراق لديه سفارة في بودابست. - بين أغسطس 2003 ومارس 2005، قد ساهمت في المجر أكثر من 300 جندي إلى قوة المتعددة الجنسيات في العراق. |
| إيطاليا         |                       | العلاقات العراقية الإيطالية - العراق لديها سفارة في روما وإيطاليا لديها سفارة في بغداد والقنصلية العامة في البصرة. |
| رومانيا         |                       | - العراق لديها سفارة في بوخارست. - رومانيا لديها سفارة في بغداد. |
| روسيا           |                       | العلاقات العراقية الروسية - والاتحاد السوفيتي تأسست علاقات دبلوماسية مع المملكة العراقية في 9 سبتمبر 1944. |
| صربيا           |                       | - العراق لديه سفارة في بلغراد. - صربيا لديها سفارة في بغداد. - Serbian Ministry of Foreign Affairs about relations with Iraq |
| سلوفينيا        | 2005                  | - في عام 2005، والسلوفينية سفراء العراقية في الأمم المتحدة، رومان كيرن وسمير الصميدعي، وقعت اتفاقا في مقر الأمم المتحدة في نيويورك. - سلوفينيا هي الدولة الأوروبية الأولى لإقامة علاقات دبلوماسية مع العراق منذ تعيين المدير العام الجديد الحكومة العراقية. - وقبل ذلك الاتفاق، سلوفينيا بالفعل مساعدة العراق من خلال الناتو والمنظمات الدولية الأخرى. - سلوفينيا لم تبذل جهودا لإقامة علاقات في عهد الرئيس العراقي السابق، صدام حسين. |
| السويد          |                       | العلاقات العراقية السويدية - ويمثل السويد في العراق من خلال سفارتها في عمان (الأردن). |
| سويسرا          | 1936                  | العلاقات العراقية السويسرية - في نوفمبر 2000 افتتح مكتب اتصال سويسرا الدبلوماسية في بغداد لحماية مصالحها. أصبحت العلاقات الثنائية أقرب بعد حرب العراق في عام 2003. اليوم العراق لديها سفارة في برن وسويسرا لديها مكتب تمثيلي في بغداد. |
| أوكرانيا        | 16 ديسمبر 1992        | العلاقات العراقية الأوكرانية - في مايو 2001 في بغداد سفارة أوكرانيا في العراق إعادة فتحه. |
| المملكة المتحدة | 1920                  | العلاقات العراقية البريطانية - العلاقات بين لندن وبغداد تسير ببطء، ولكن العلاقات بين البلدين ليست مؤكدة إلى حد ما كما نرى الكثير من العراقيين يتذكرون الاضطهاد الاستعماري إما هم أو أجدادهم التي تواجهها على يد الإمبراطورية البريطانية. وبعبارة أخرى، العلاقات بين المملكة المتحدة وجمهورية العراق هي قريبة، المثيرة للجدل حتى الآن. |

## خارج منطقة الشرق الأوسط وأوروبا
خارج منطقة الشرق الأوسط، حافظت العلاقات الصحيحة العراق مع الدول الأخرى. العراق حددت نفسها بأنها جزء من حركة عدم الانحياز من الدول الأفريقية والآسيوية في المقام الأول، وشارك بنشاط في مداولاته خلال أواخر 1970s، وضغطت بنجاح لبغداد التي اختيرت لتكون موقع لمؤتمرها 1982 سبتمبر. على الرغم من إنفاق موارد كبيرة لإعداد مرافق للمؤتمر، وصدام حسين قد خرج من اللقاء، شركة رائدة عالميا في حركة عدم الانحياز، مخاوف حقيقية من إيران خلال قصف العاصمة أجبر الصيف لعام 1982 الحكومة على مضض على أن تطلب نقل مكان انعقاد المؤتمر إلى نيودلهي. ومنذ ذلك الوقت، اتجهت الانشغال الحرب ضد إيران، والذي هو أيضا عضو في حركة عدم الانحياز، لتقييد نطاق المشاركة العراقية في تلك المنظمة. 

### تركمانستان
في أكتوبر 2023 وقعت العراق اتفاقًا مع تركمانستان يتضمن بروتوكول تفاهم لاستيراد الغاز الطبيعي من هذا البلد في آسيا الوسطى، عبر خطوط الأنابيب الإيرانية يهدف هذا الاتفاق إلى تأمين واردات هذه المادة الهيدروكربونية الحيوية لمحطات الطاقة الكهربائية العراقية.

### البرازيل
- بدأت العلاقات الدبلوماسية في عام 1967.
- كان أول البرازيل أمريكا اللاتينية الدولة لإعادة فتح سفارتها في العراق منذ حرب الخليج عام 1991.[184]
- كلا البلدين هي أعضاء كاملة من فريق ال 77.

### كوبا
وكانت علاقات كوبا مع العراق ازدهارا خلال فترة رئاسة الرئيس السابق صدام حسين. علاقات كوبا ودية مع العراق تعود إلى الاجتماع غير حركة عدم الانحياز الذي عقد في كوبا عام 1979. فيدل كاسترو قدمت حتى الأطباء لإجراء جراحة في الظهر لصدام حسين كوبا تؤيد باستمرار العراق في الأمم المتحدة ضد العقوبات والتهديدات التي أدلى بها الولايات المتحدة. منعت العقوبات ضد العراق بعمر ثلاثة عشر التجارة كثيرا بين هافانا وبغداد.
العراق لديه سفارة في هافانا. كوبا لديها سفارة في بغداد

### كوريا الشمالية
تم تأسيس العلاقات الرسمية بين البلدين في عام 1968 بعد تولي صدام حسين الحكم في العراق. وكانت هذه العلاقات في البداية مميزة بالودّ والتعاون، قبل أن تنقطع في عام 1980 بسبب دعم إيران لكوريا الشمالية خلال حرب الخليج الأولى
وعلى الرغم من ذلك، تمت مفاوضات جديدة في عام 1999، حيث تم إقامة تعاون ثنائي حتى عام 2002. وقد زعم أن كوريا الشمالية قد قدمت صواريخ سكود للعراق، بنحو اثنين وعشرين صاروخًا، في حين كان برنامج الصواريخ العراقي قد تم تقريباً تعطيله خلال حرب الخليج الثانية في عام 1991.
في عام 2003، بعد غزو الولايات المتحدة للعراق وإطاحتها بصدام حسين، وثقت كوريا الشمالية بضرورة امتلاك أسلحة نووية، حيث تم تضمينها أيضًا في "محور الشر" من قبل جورج بوش.
في 21 سبتمبر 2012، اثناء الحرب الأهلية السورية، رفضت العراق مرور طائرة كورية شمالية كانت تحمل أسلحة متجهة إلى الجيش السوري عبر أجوائها.

### الهند
- بدأت العلاقات الدبلوماسية في عام 1947.
- حافظوا على علاقات قوية منذ ذلك الحين.

### باكستان
بدأت العلاقات الدبلوماسية في عام 1947. العراق وباكستان كان لها علاقات وثيقة وودية، وتعاونية منذ استقلال الأخيرة في عام 1947. قضايا مثل الدعم العراقي لباكستان في حرب 1971 مع الهند (العراق الذي يتمتع بعلاقات ممتازة) ودعم باكستان للعراق ضد إيران في الحرب العراقية الإيرانية أقامت العلاقات بين الإثنين. توترت العلاقات خلال حرب الخليج عندما باكستان ساهمت بقوات لتحالف الأمم المتحدة، معتبرة ذلك خيانة بسبب دعم العراق الدائم لباكستان في حروبهم السابقة مع الهند. في عام 2002، زار صدام حسين الهند وقال أنه قدم دعمه الثابت للهند خلال نزاع كشمير. في عام 2003، رفضت باكستان طلب الولايات المتحدة لإرسال قوات لغزو التي ساعدت العلاقات الهدوء بين البلدين.

### سنغافورة
أقيمت العلاقات الدبلوماسية بين البلدين في 27 ديسمبر 1977. سفارة العراق في أندونيسيا كما يعالج سنغافورة

### الولايات المتحدة

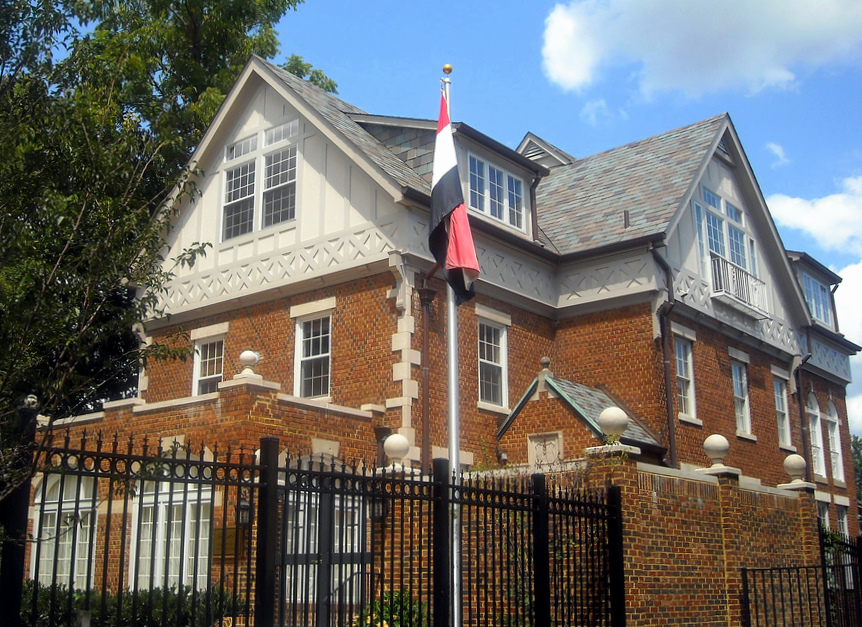
سفارة العراق في واشنطن.

بسبب الأدوار الأولية التي اتخذتها الولايات المتحدة وبريطانيا في الإطاحة بصدام حسين وإقامة الحكومات المؤقتة ليحل محل نظامه، ومن المتوقع علاقات العراق مع تلك البلدان، وخاصة الولايات المتحدة، لتظل هي الأهم بالنسبة للمستقبل المنظور. والحكومة والمنظمات غير الحكومية مساعدات من الولايات المتحدة أن تستمر كوسيلة لدعم حاسم في إعادة الإعمار. في عام 2006 وضع أكثر دقة أولويات السياسة الخارجية ينتظر إنشاء شركة للحكومة دائمة. على المدى القصير، ويتم تحديد علاقات العراق مع القوى الاقتصادية الغربية والشرق الأقصى من الإعفاء من الديون ومساعدات إعادة الإعمار، والتي قد تأتي من جهات عديدة. وتوترت العلاقات مع الولايات المتحدة في منتصف عام 2006 عندما انتقد العراق الهجمات الإسرائيلية على قوات حزب الله في لبنان.

## أوقيانوسيا

### أستراليا
- أستراليا لها سفارة في بغداد.
- للعراق سفارة في كانبرا وقنصلية عامة في سيدني.

### نيوزيلندا
- العراق معتمد لدى نيوزيلندا من سفارته في كانبيرا بأستراليا.
- لدى نيوزيلندا سفارة في بغداد.

## عضوا في منظمات دولية
العراق ينتمي إلى المنظمات الدولية التالية: الصندوق العربي للإنماء الاقتصادي والاجتماعي، جامعة الدول العربية، صندوق النقد العربي، مجلس الوحدة الاقتصادية العربية، مجلس التعاون الجمركي، اللجنة الاقتصادية والاجتماعية لغربي آسيا، G-77، الوكالة الدولية للطاقة الذرية، صندوق النقد الدولي، المنظمة البحرية الدولية، الإنتربول، المنظمة الدولية للتوحيد القياسي، الاتحاد الدولي للاتصالات، حركة عدم الانحياز، منظمة البلدان المصدرة للنفط، منظمة البلدان العربية المصدرة للنفط، منظمة التعاون الإسلامي، الأمم المتحدة، الاتحاد البريدي العالمي، منظمة الصحة العالمية والبنك الدولي.

## وزارة الشؤون الخارجية
وتشرف على علاقات العراق مع الدول الأخرى ومع المنظمات الدولية من قبل وزارة الشؤون الخارجية. في عام 1988 كان وزيرا للشؤون الخارجية طارق عزيز، الذي كان زعيما مؤثرا في حزب البعث العربي الاشتراكي، وكان قد خدم في هذا المنصب منذ عام 1983. عزيز وصدام حسين، وأعضاء آخرين في مجلس قيادة الثورة (RCC) صياغة سياسة العراق الخارجية، ووزارة الشؤون الخارجية البيروقراطية تنفيذ توجيهات قيادة الثورة. البعث حافظت على سيطرتها على وزارة الشؤون الخارجية وعلى كل البعثات الدبلوماسية العراقية في الخارج.
منذ الإطاحة بصدام حسين في عام 2003، هوشيار زيباري عين أول وزير الشؤون الخارجية في مجلس الحكم العراقي في بغداد سبتمبر على 3 2003. في 28 يونيو 2004، أعيد تعيينه وزيرا للخارجية من قبل الحكومة العراقية المؤقتة، برئاسة رئيس الوزراء إياد علاوي. في 3 مايو 2005 تم توليه مقاليد السلطة وزير الشؤون الخارجية من قبل الحكومة العراقية الانتقالية، برئاسة رئيس الوزراء إبراهيم الجعفري.
في 20 مايو 2006، تم تفويض انه في للمرة الرابعة على التوالي وزيرا للخارجية في حكومة نوري المالكي.

## النزاعات الدولية

### النزعات بين العراق والكويت
```
في نوفمبر تشرين الثاني عام 1994، قبل العراق رسميا 
الأمم المتحدة
 الذي عينته الحدود مع الكويت التي كانت قد وردت في قرارات مجلس الأمن 
687
 (1991)، 
773
 (1992)، و 883 (1993)، وهذا ينتهي رسميا في وقت سابق المطالبات إلى الكويت وإلى 
بوبيان
 
ووربة
 الجزر على الرغم من أن الحكومة لا تزال التحديات الخطابي الدورية.
```

## وصلات خارجية
- Iraq - Trade and Diplomatic Relations with the EU